# Biserica romano-catolică „Sfântul Nicolae” din Gheorgheni
Biserica romano-catolică „Sfântul Nicolae” din Gheorgheni este un ansamblu de monumente istorice aflat pe teritoriul municipiului Gheorgheni.
Ansamblul este format din trei monumente:
- Biserica romano-catolică „Sf. Nicolae” (cod LMI HR-II-m-A-12836.01)
- Zidul de incintă (cod LMI HR-II-m-A-12836.02)
- Casa parohială veche (cod LMI HR-II-m-A-12836.03)

## Localitatea
Gheorgheni (în maghiară Gyergyószentmiklós, în traducere „Sânnicolau Giurgeului”; germană Niklasmarkt) este un municipiu în județul Harghita, Transilvania, România. Orașul este situat în partea de est a Depresiunii Giurgeului. Este menționat în lista dijmelor papale în anul 1333. Așezarea și-a luat numele de la biserica cu hramul Sf. Nicolae.

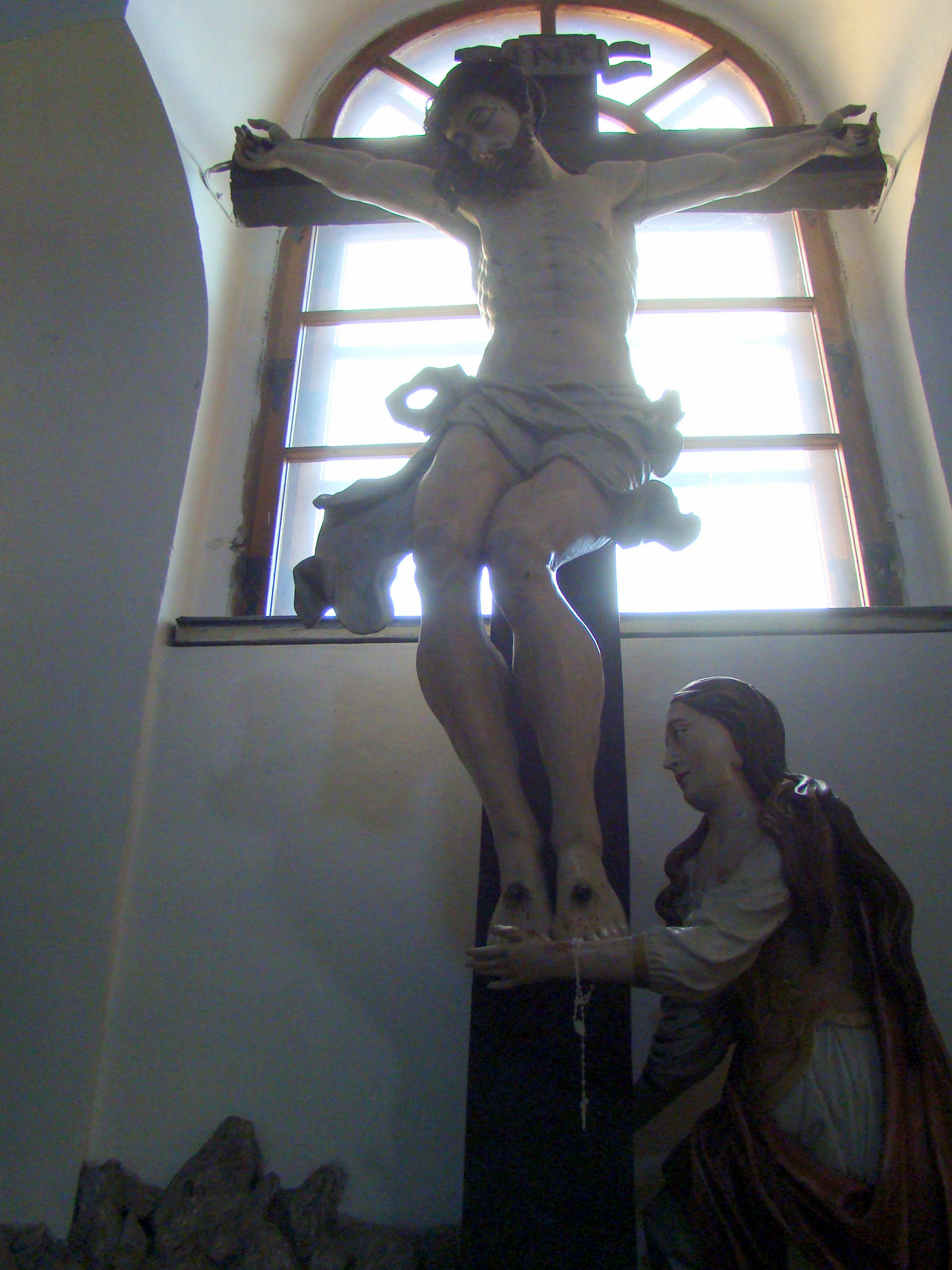
Scena Răstignirii

## Biserica
Construirea bisericii de la mijlocul secolului al XVIII-lea se leagă de numele preotului paroh József Sikó. Conform unei plăci comemorative din interiorul bisericii, concepția arhitecturală a bisericii este atribuită lui György Fogarassy. Prima placă comemorativă, cu textul în limba latină, descrie că biserica a fost ridicată pentru cinstirea episcopului Sfântul Nicolae, după cum a ordonat preamăritul și prearespectatul episcop, baronul Sigismund Anton Sztojka, în anul 1756.
Cu ocazia construirii noii biserici s-a păstrat însă vechiul turn, dar a fost înălțat și acoperit cu un coif de factură barocă. Tot atunci s-a realizat la cel de al doilea nivel al turnului cadranul solar cu inscripția „Ortus, docet bene vivere" (Răsărit de soare, învață cum se trăiește corect), care a fost descoperită cu ocazia lucrărilor de restaurare din 1993.
Altarul principal a fost construit în anul 1780, altarul sfântului Ioan Nepomuk în 1776, din donația generoasă a armeanului János Lukács, iar altarul Sfântul Ioan Botezătorul în 1775, din donațiile lui Jakab Lukács. Amvonul baroc al bisericii este bogat în decorații sculpturale. Parapetul amvonului este decorat cu figurile celor patru părinți ai bisericii, pe coroana amvonului apar cei patru evangheliști, iar în vârf figura lui Isus, reprezentat ca Bunul păstor. În cor se află statuia Sfântului Nicolae în mărime naturală, care se presupune că făcea parte din decorația unui altar poliptic medieval. Statuia este într-o stare avansată de degradare. Pe latura sudică a navei, într-o nișă trilobată apare scena Răstignirii compusă din statui: central este Hristos răstignit, la picioarele sale Maria Magdalena îngenunchiată, flancate de reprezentările Maicii Domnului și a Sfântului Ioan. În singura capelă laterală a bisericii se mai găsește un altar cu baldachin, datat la sfârșitul secolului al XVIII-lea. 
Partea centrală a bolții cilindrice este decorată cu stucaturi baroce, iar pe suprafața penetrațiilor se pot vedea picturi murale din secolul XX, care reprezintă diverse elemente ale crezului romano-catolic
Clopotul său din epoca gotică din 1548 are inscripția: „Non habemus hic manentem city, sed futura inquirimus”. 
În 1869, pe vremea preotului paroh Károly Ágoston, s-a renovat clădirea bisericii, turnul primind un coif nou din tablă, și a fost înlocuită pardoseala bisericii și băncile. Orga neogotică, construită de István Kollonits, a fost donată bisericii în anul 1877 de episcopul Mihály Fogarassy, născut la Gheorgheni.

## Vezi și
- Gheorgheni

## Imagini din exterior

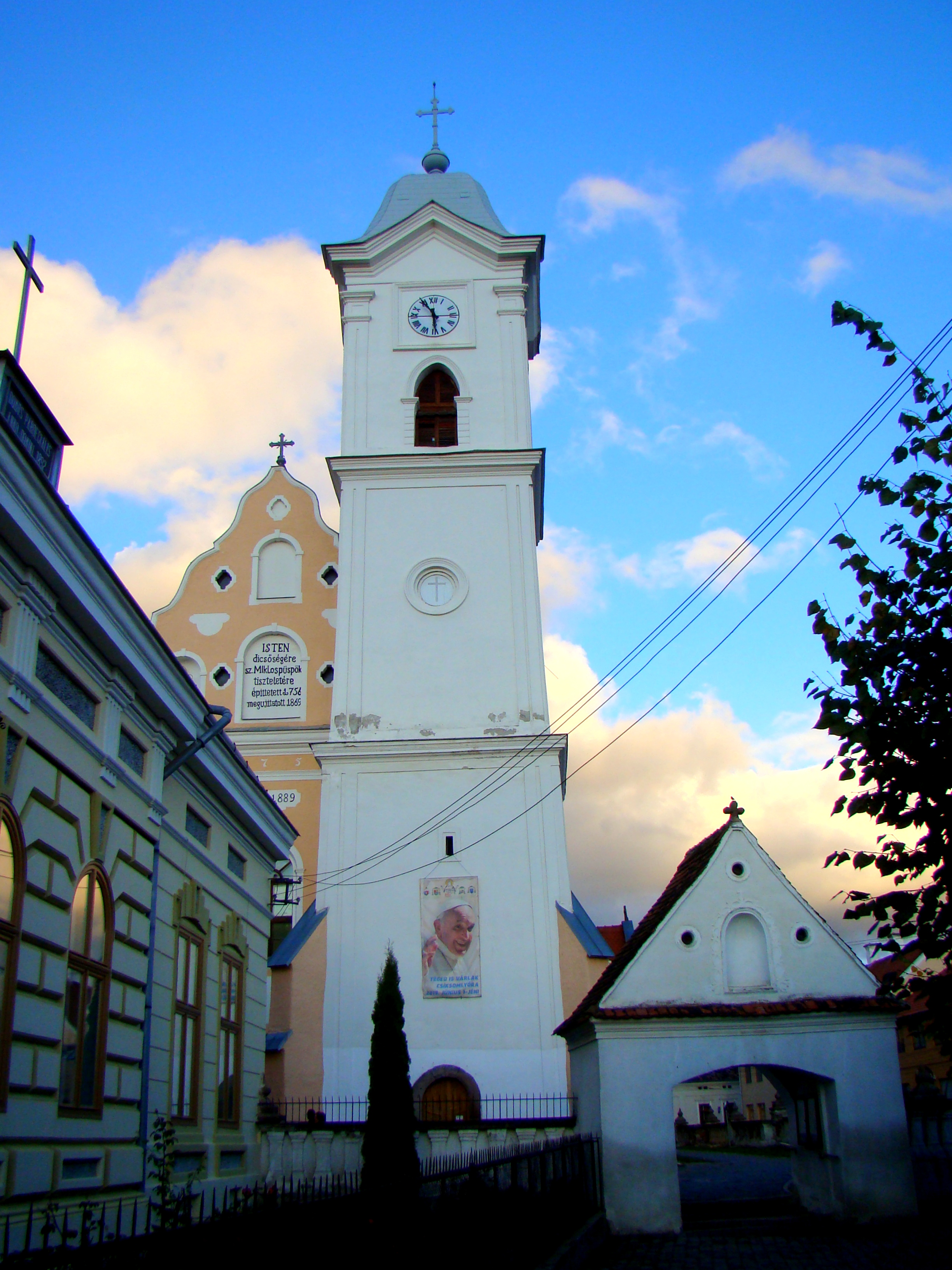
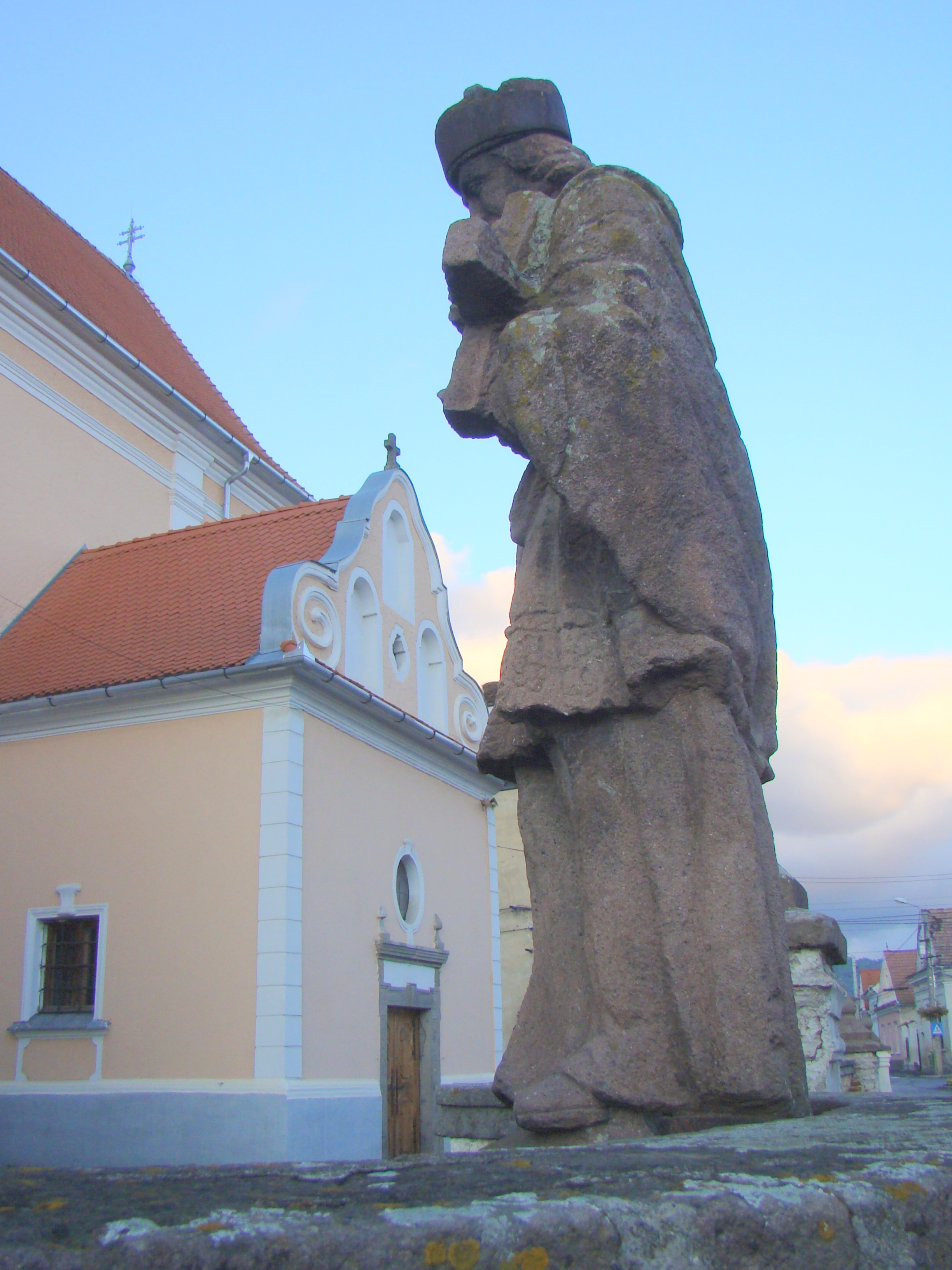
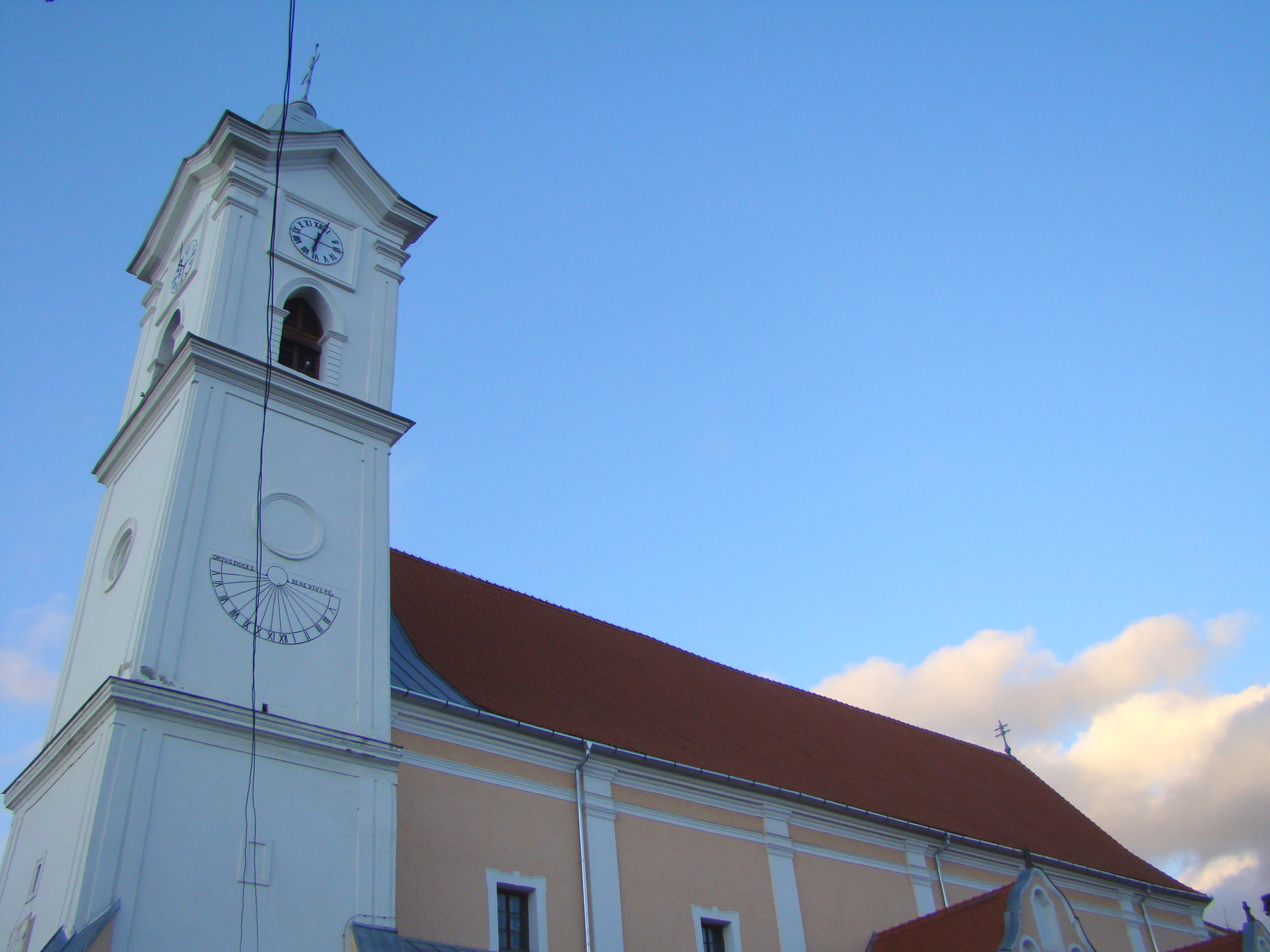
Ceas mecanic și cadran solar (1)
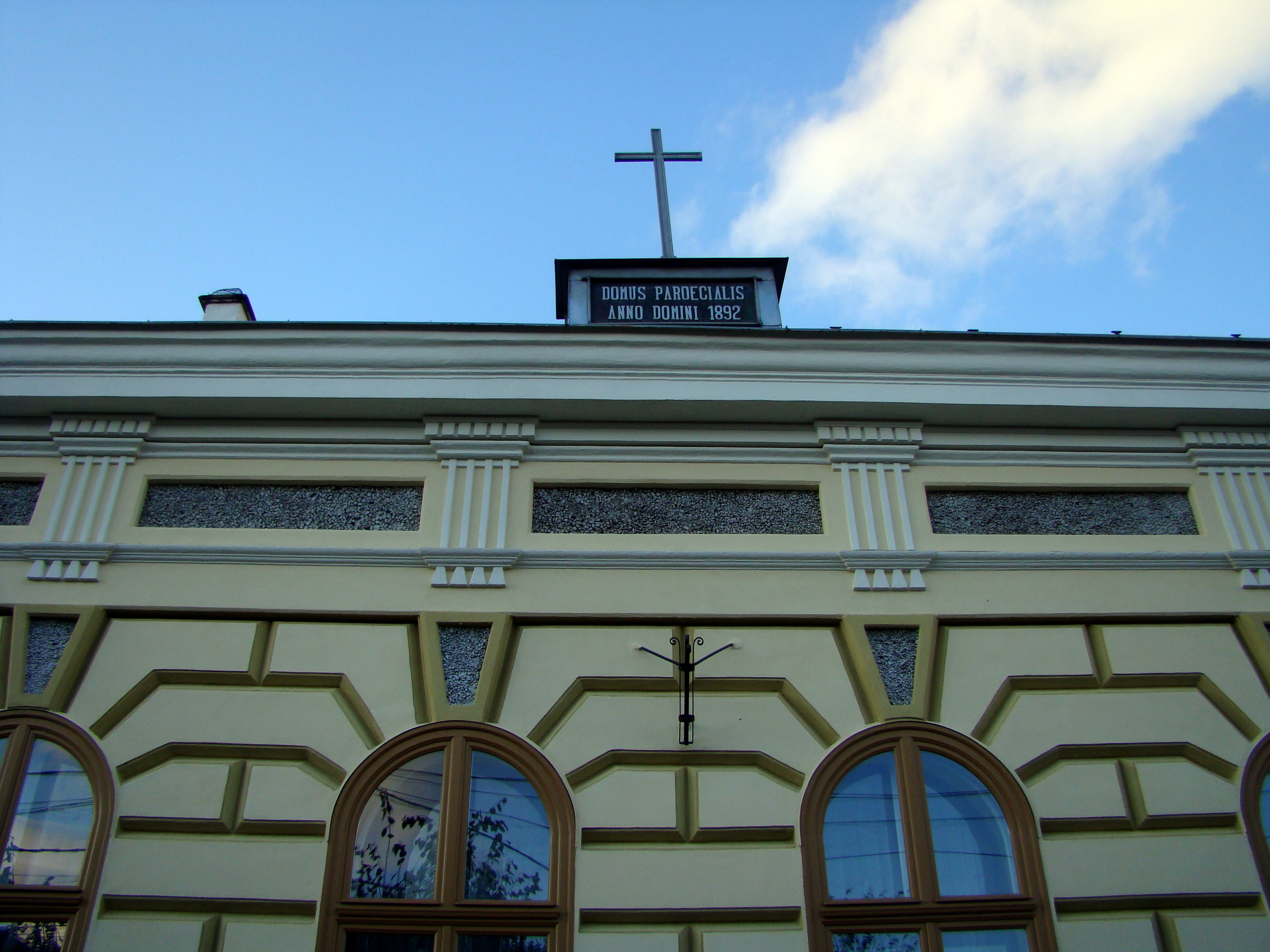
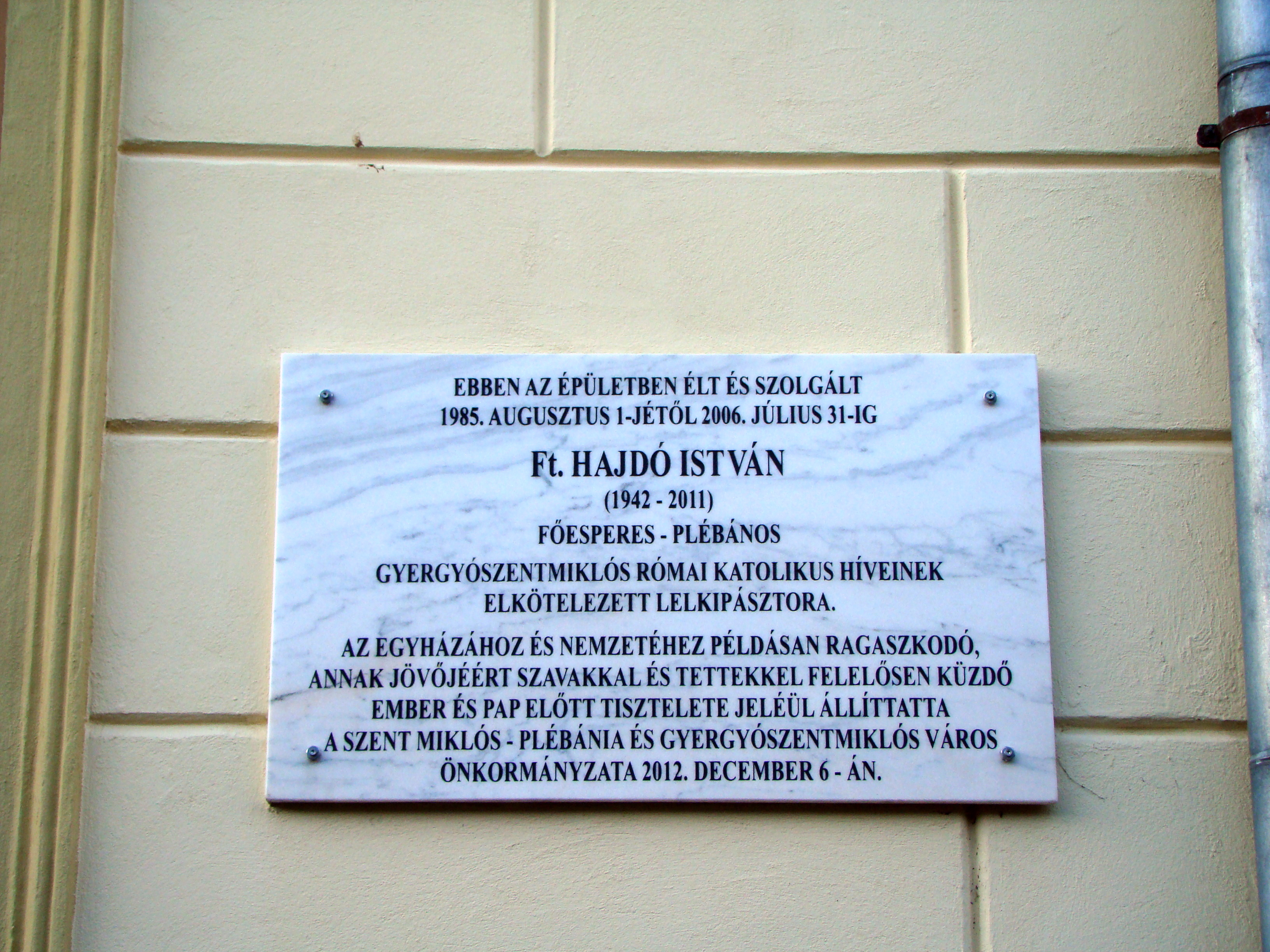
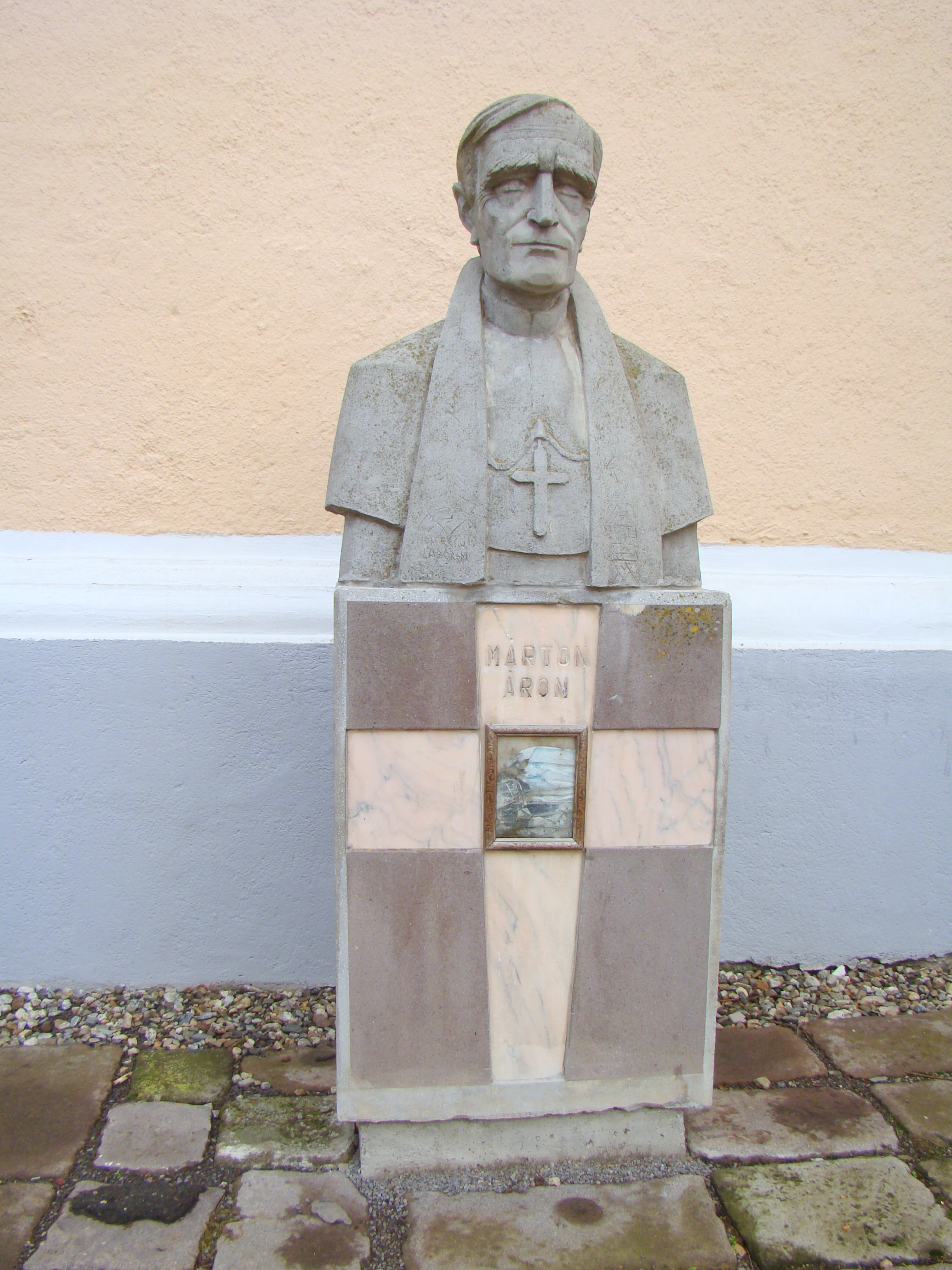
Episcopul Aron Marton
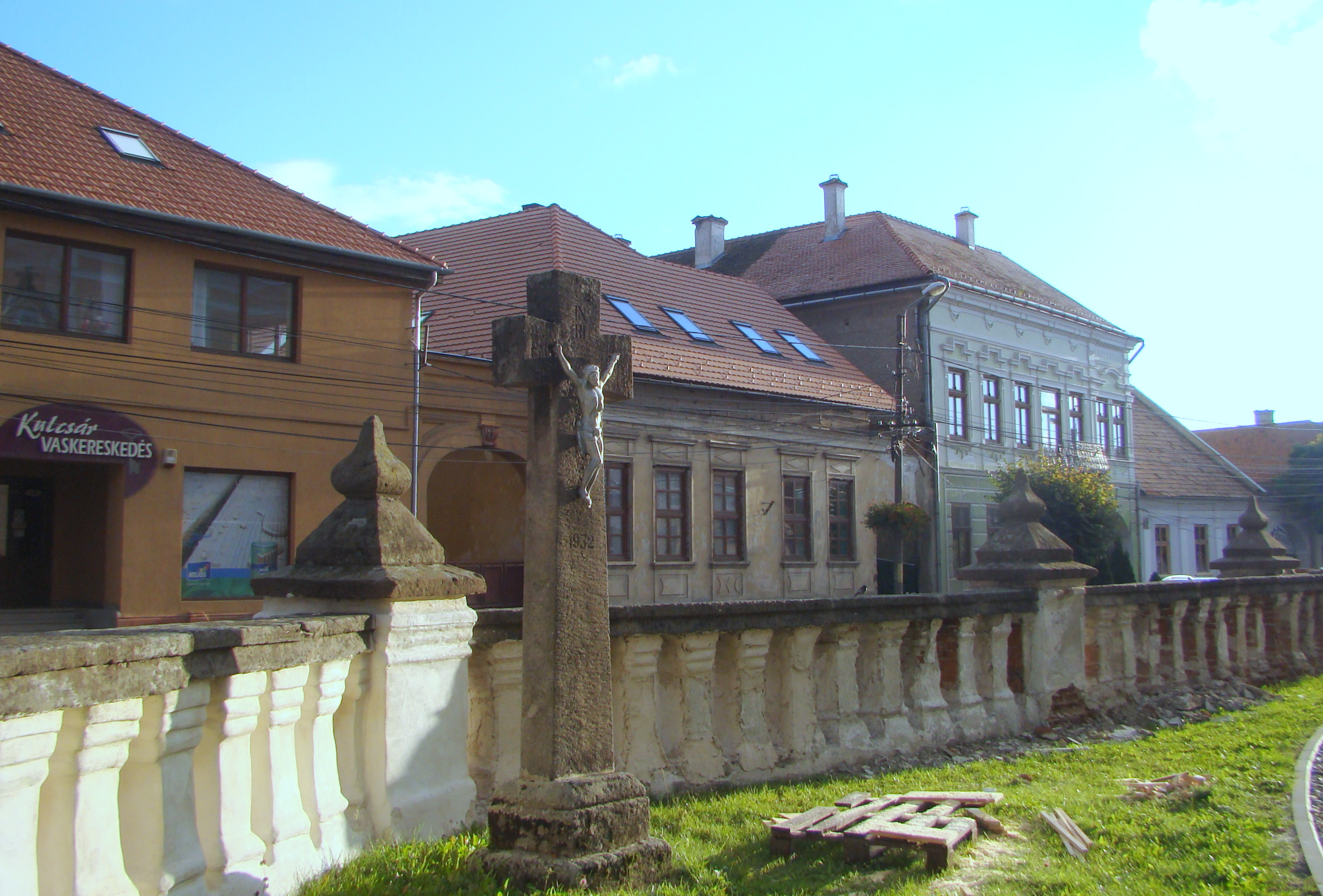
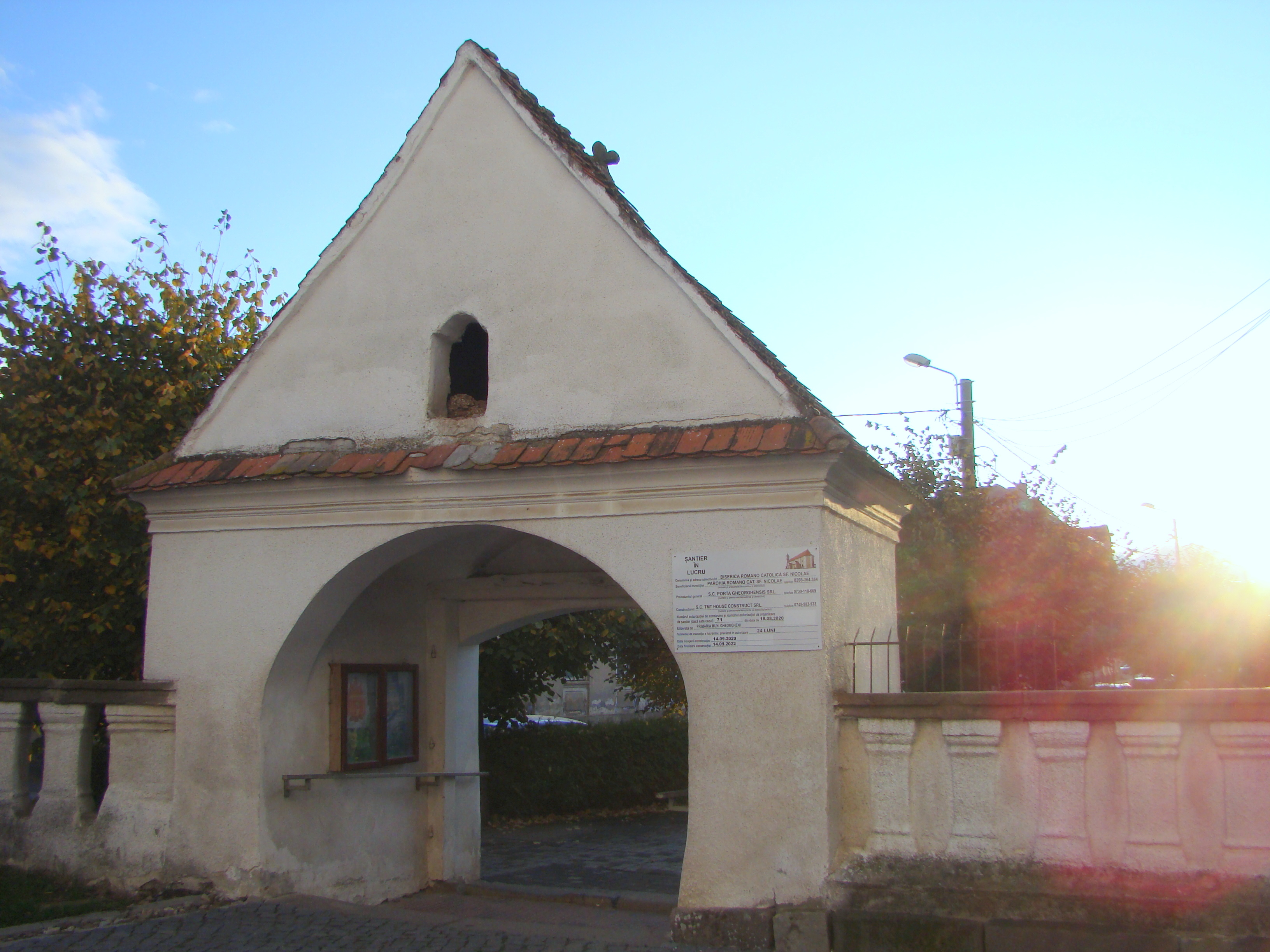
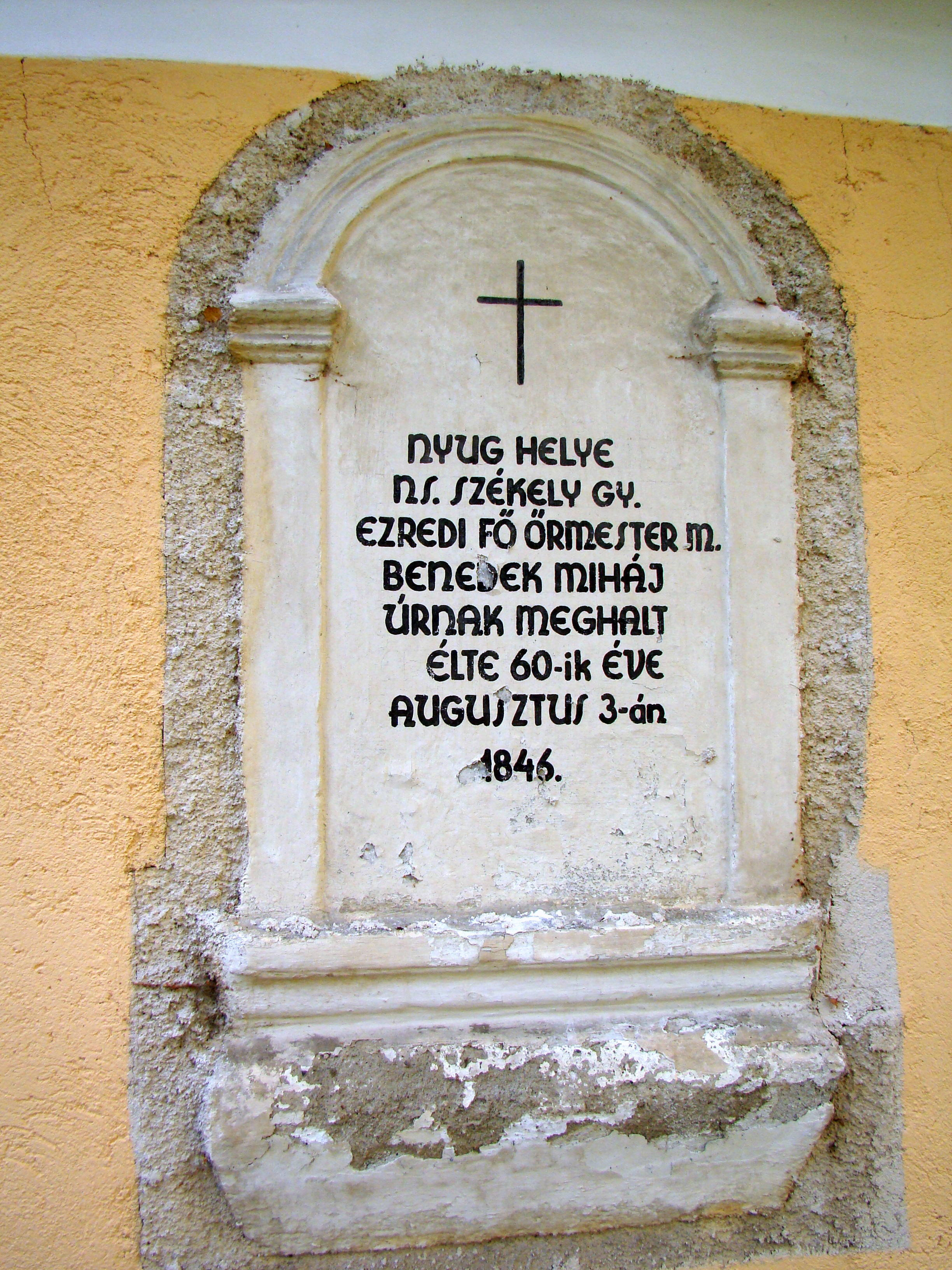
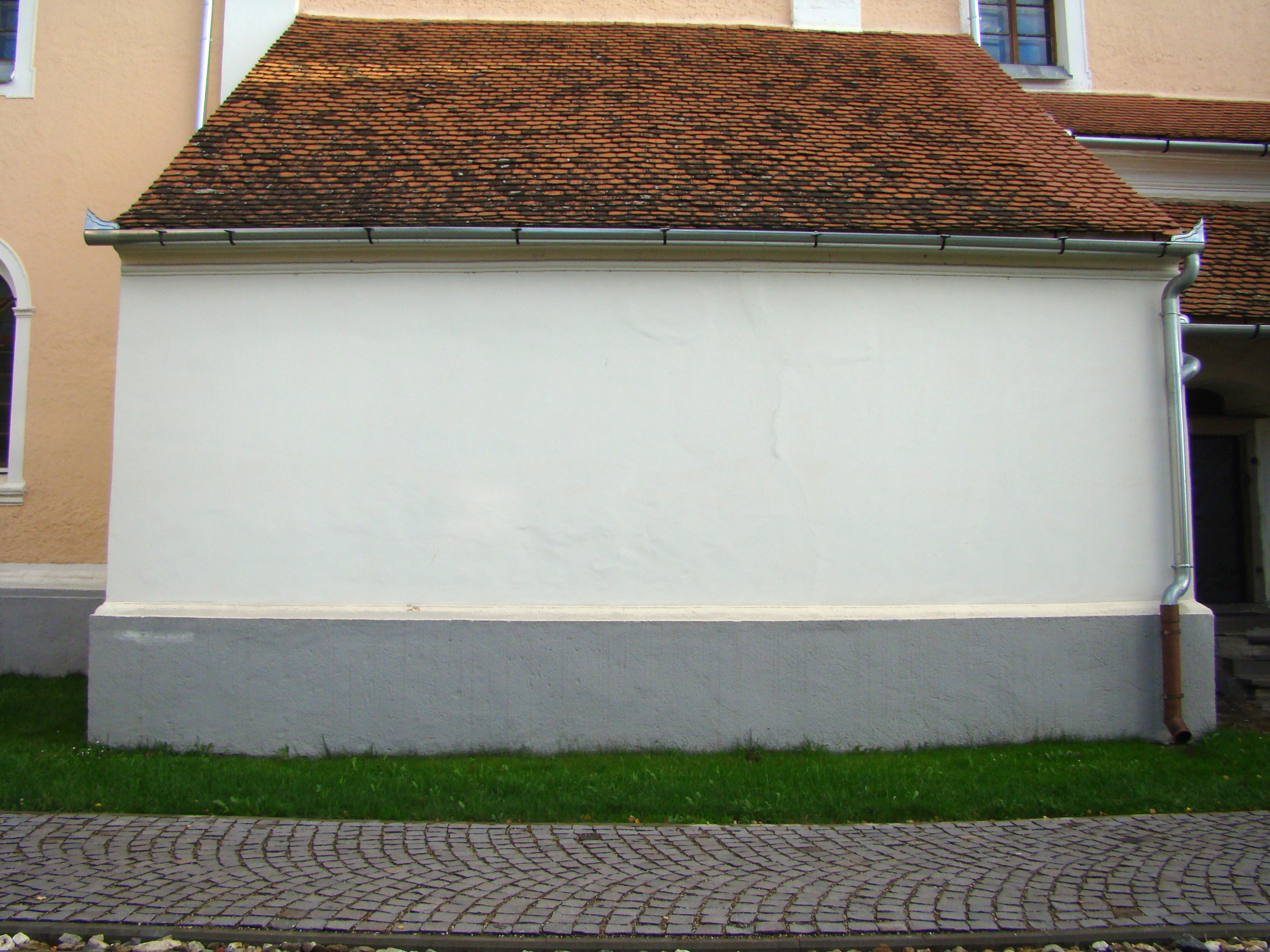
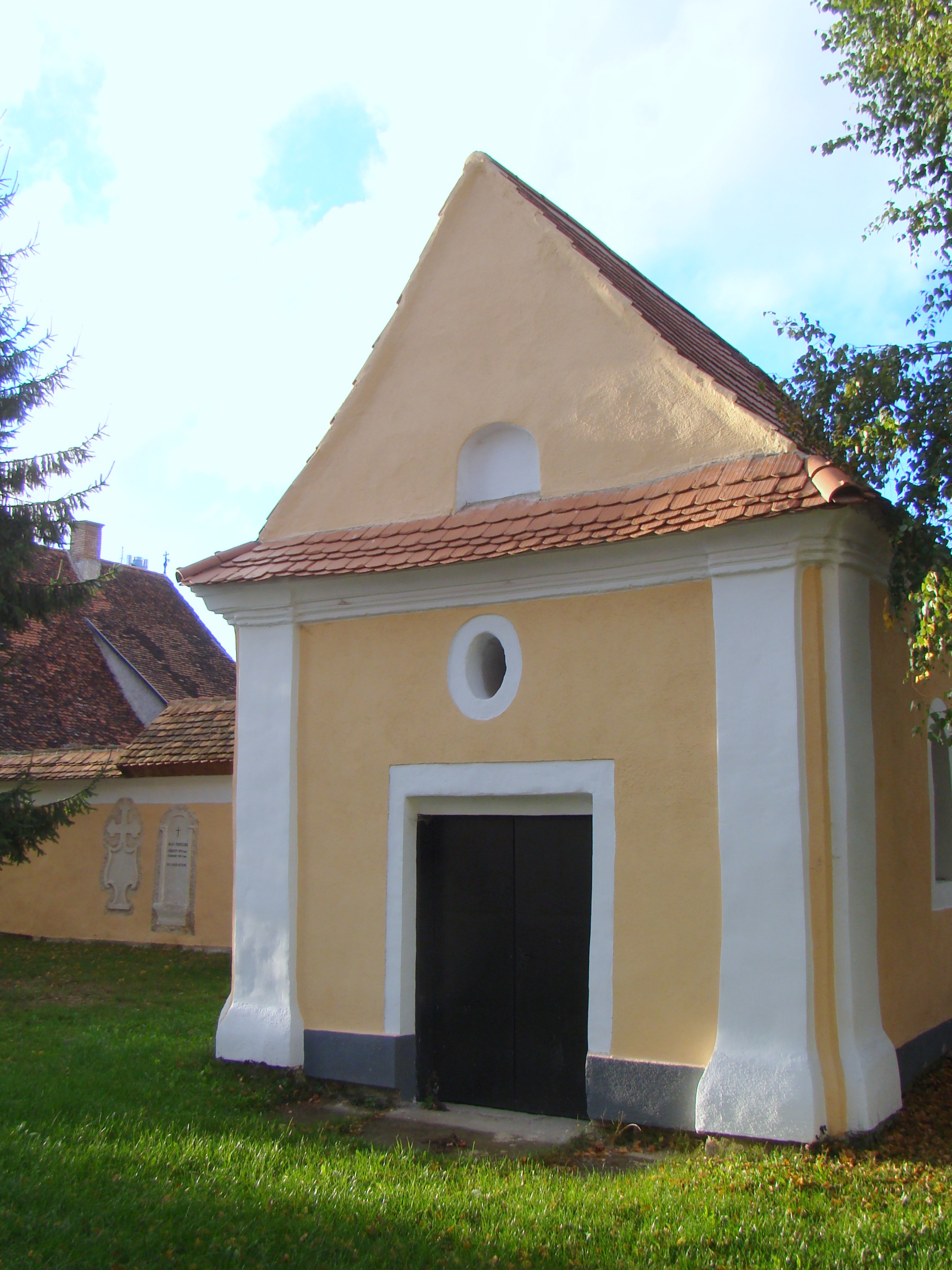
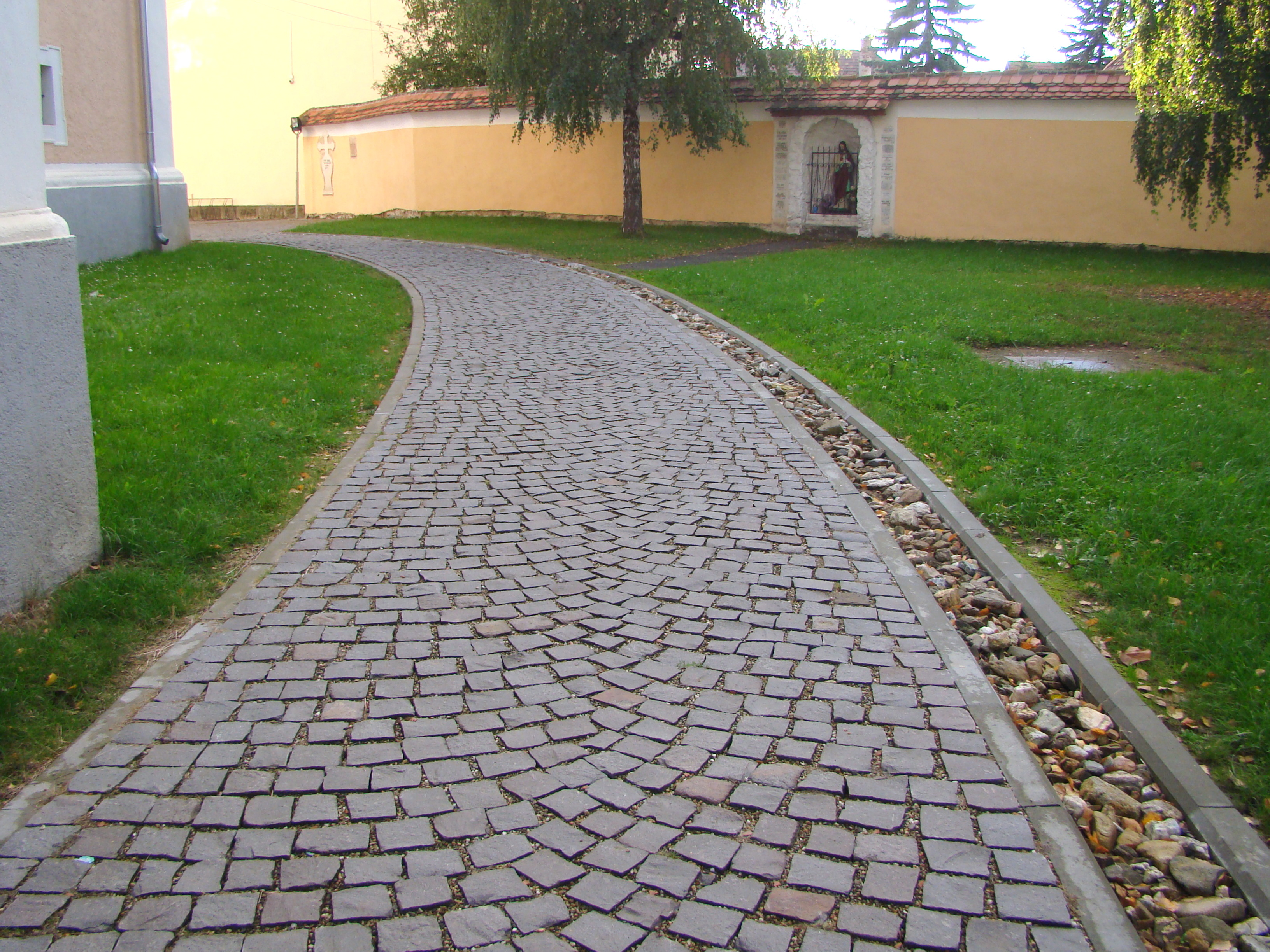
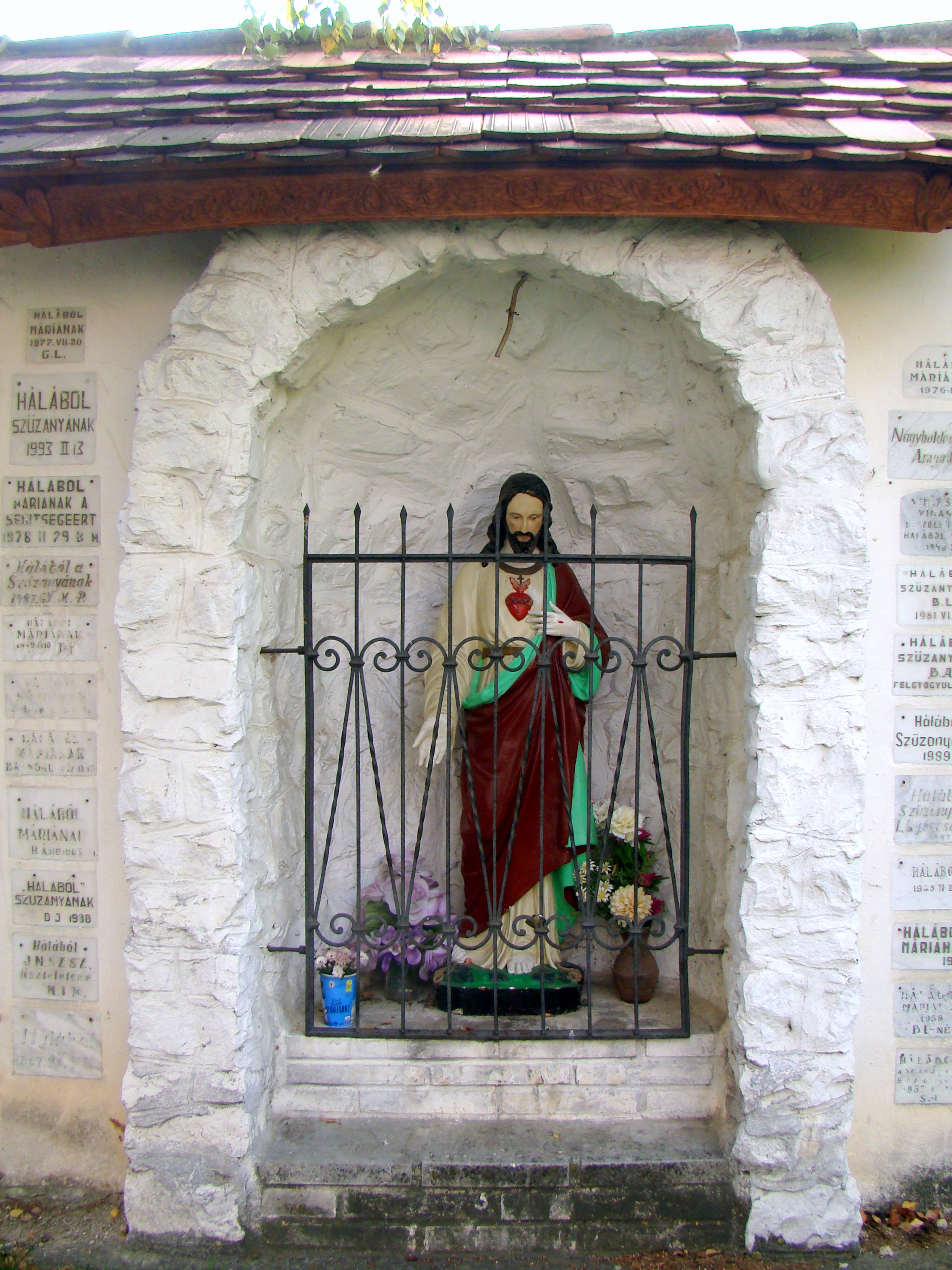
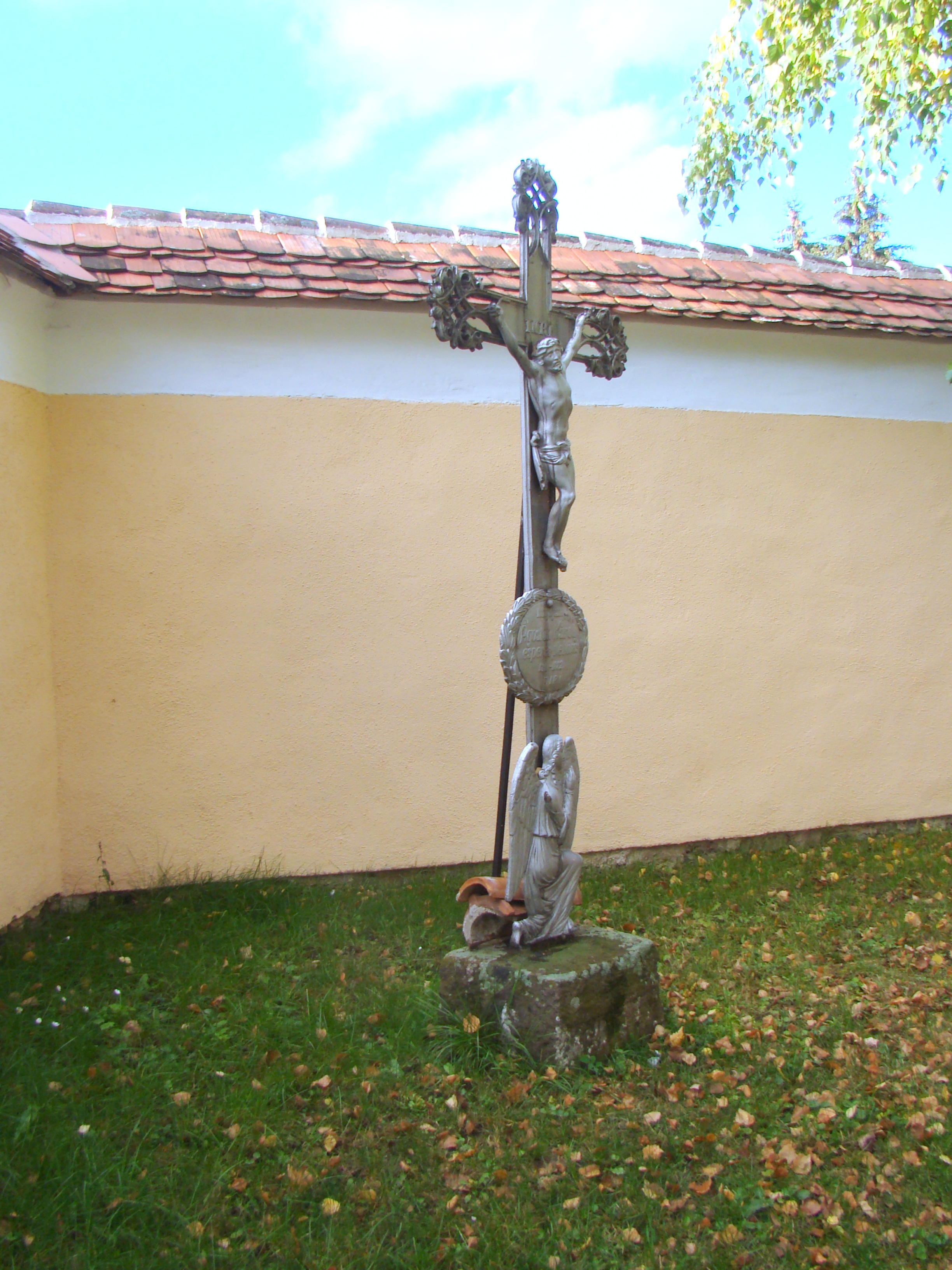
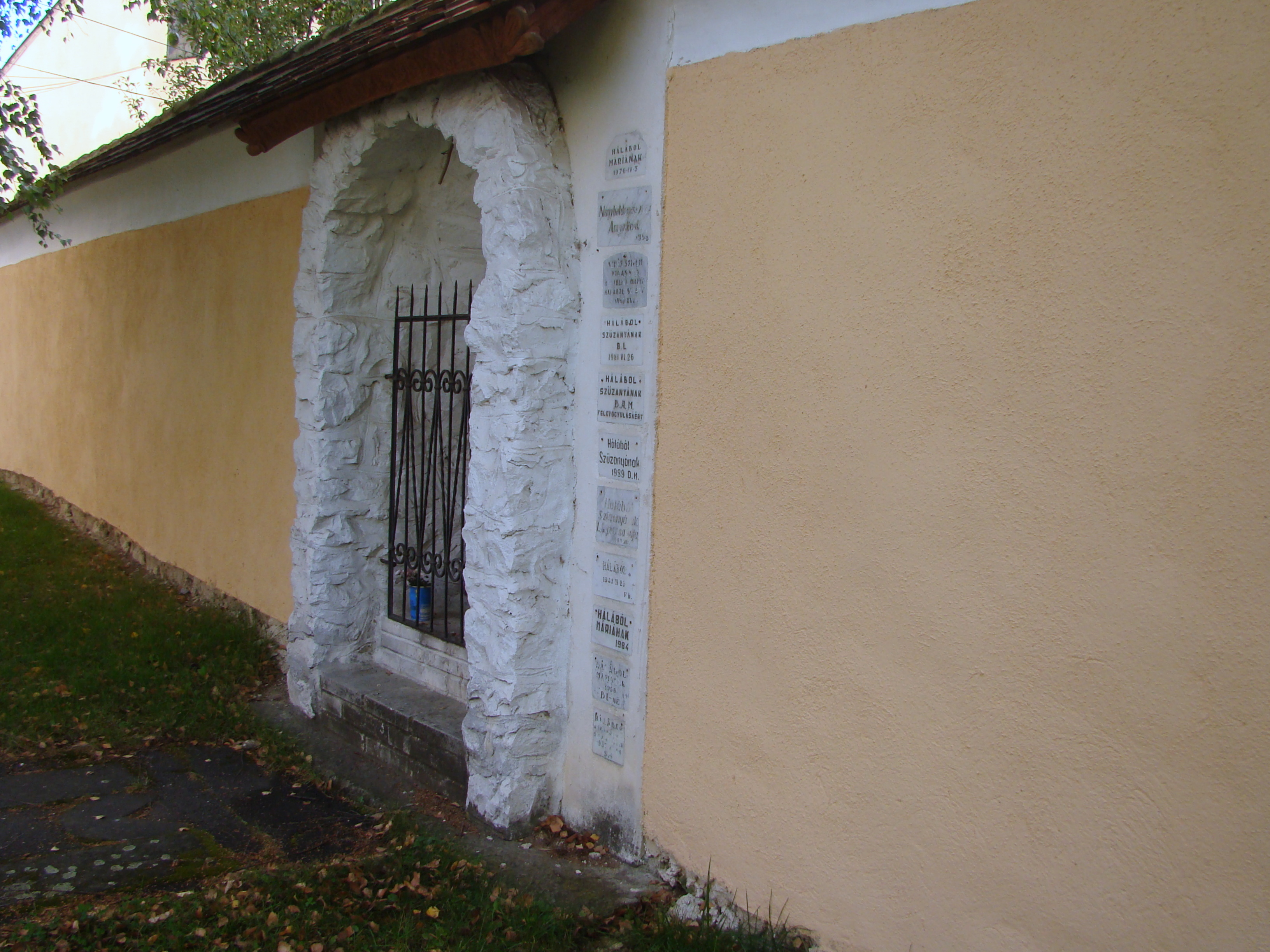
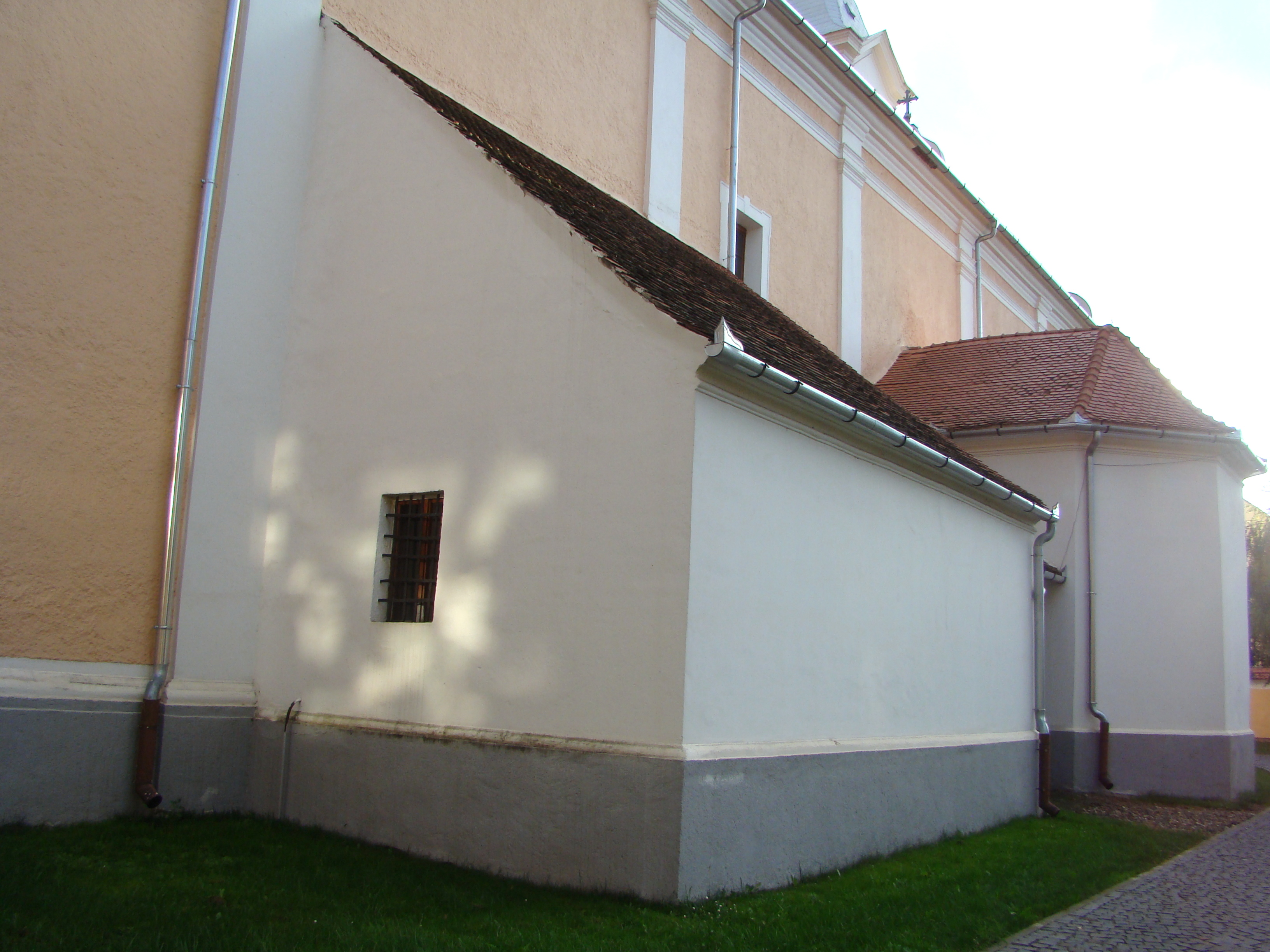
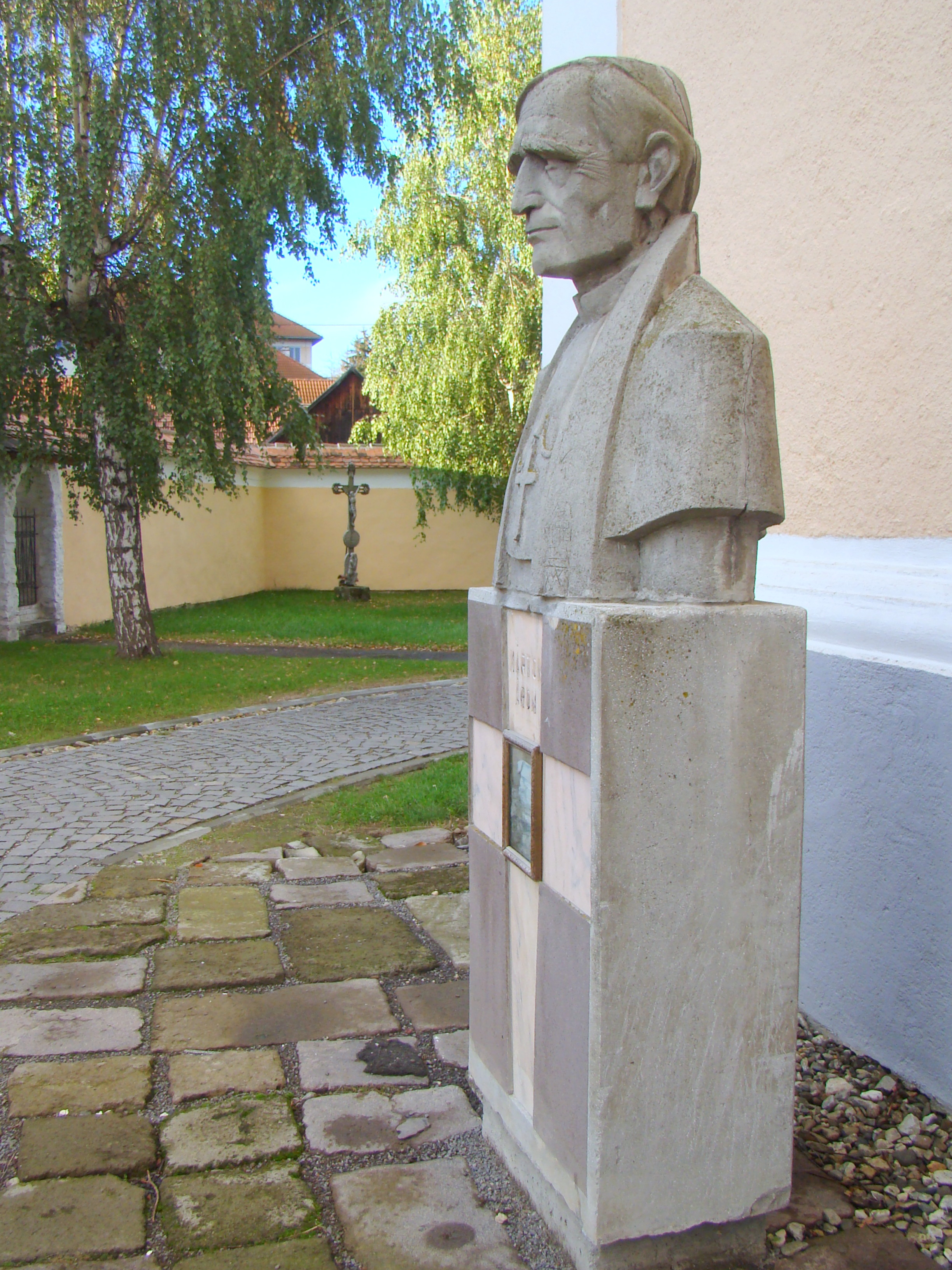
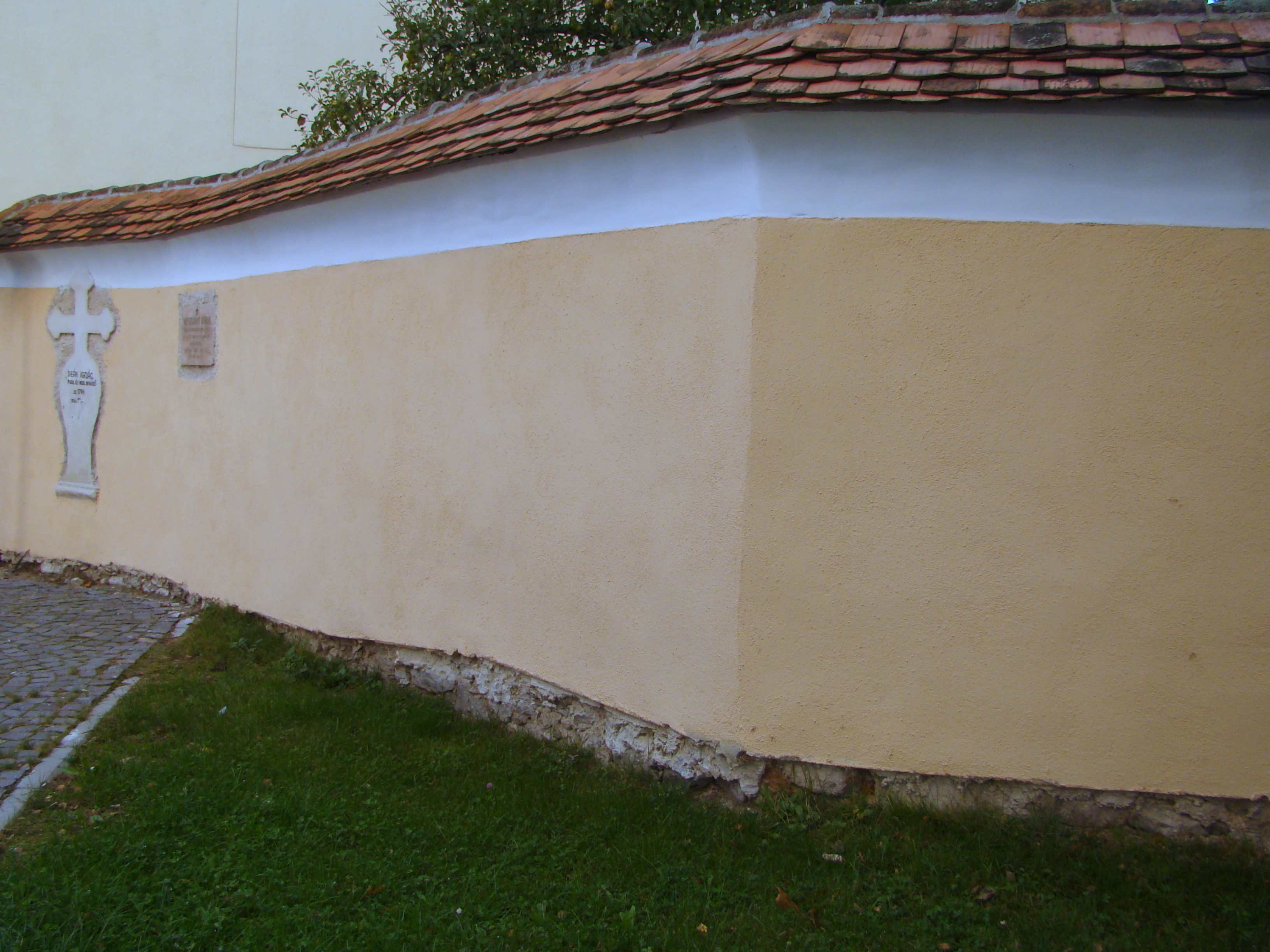
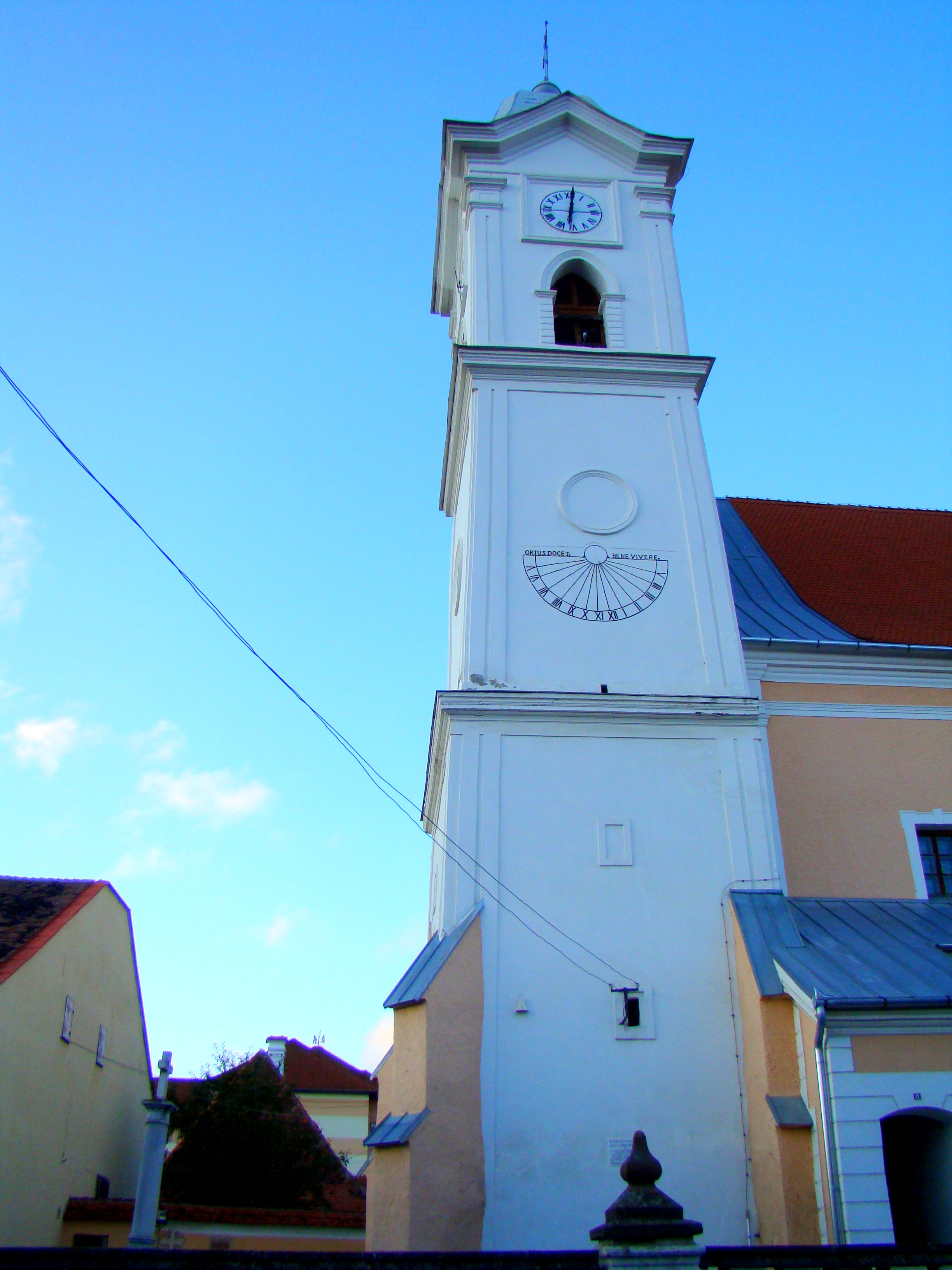
Ceas mecanic și cadran solar (2)
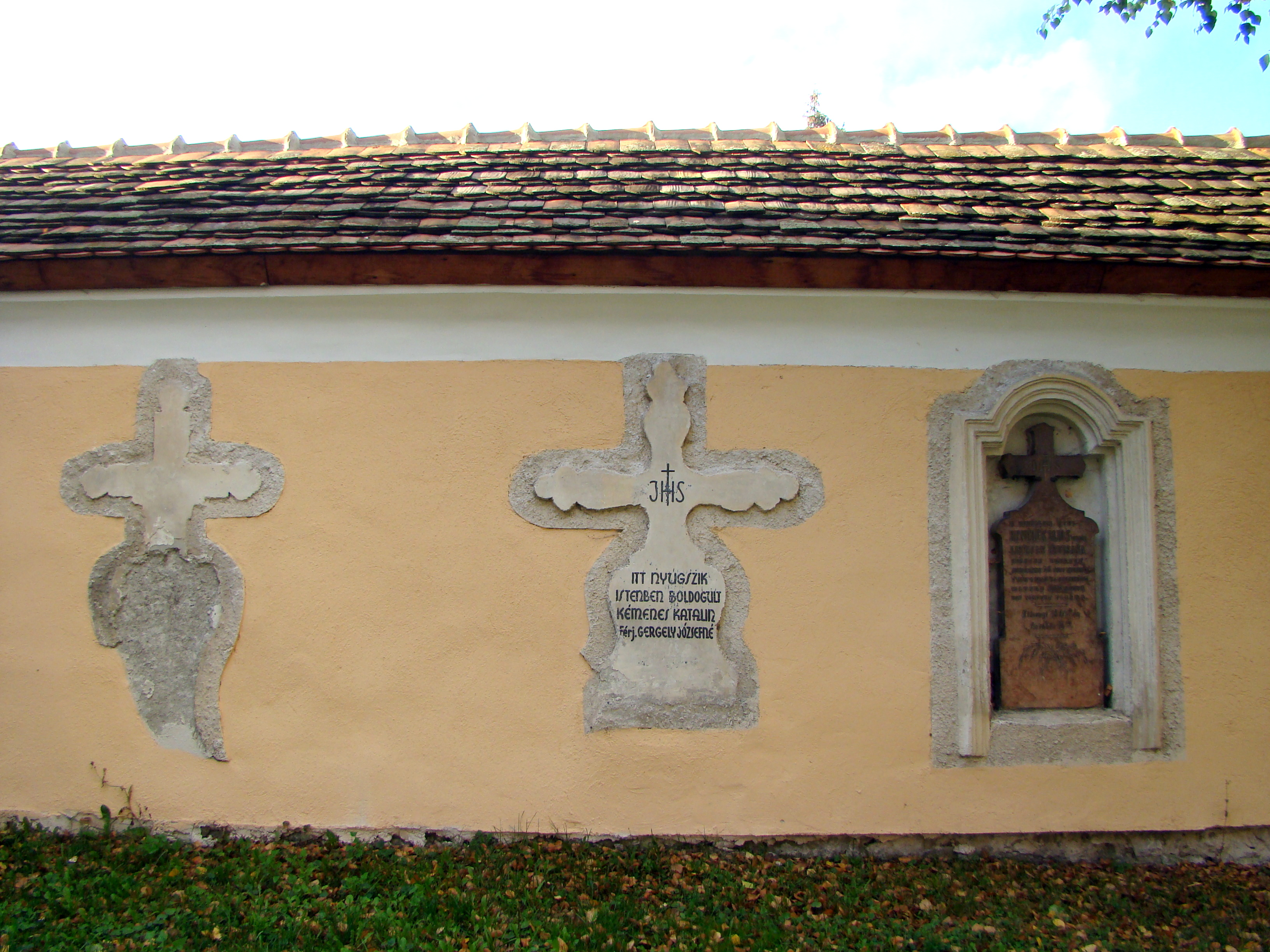
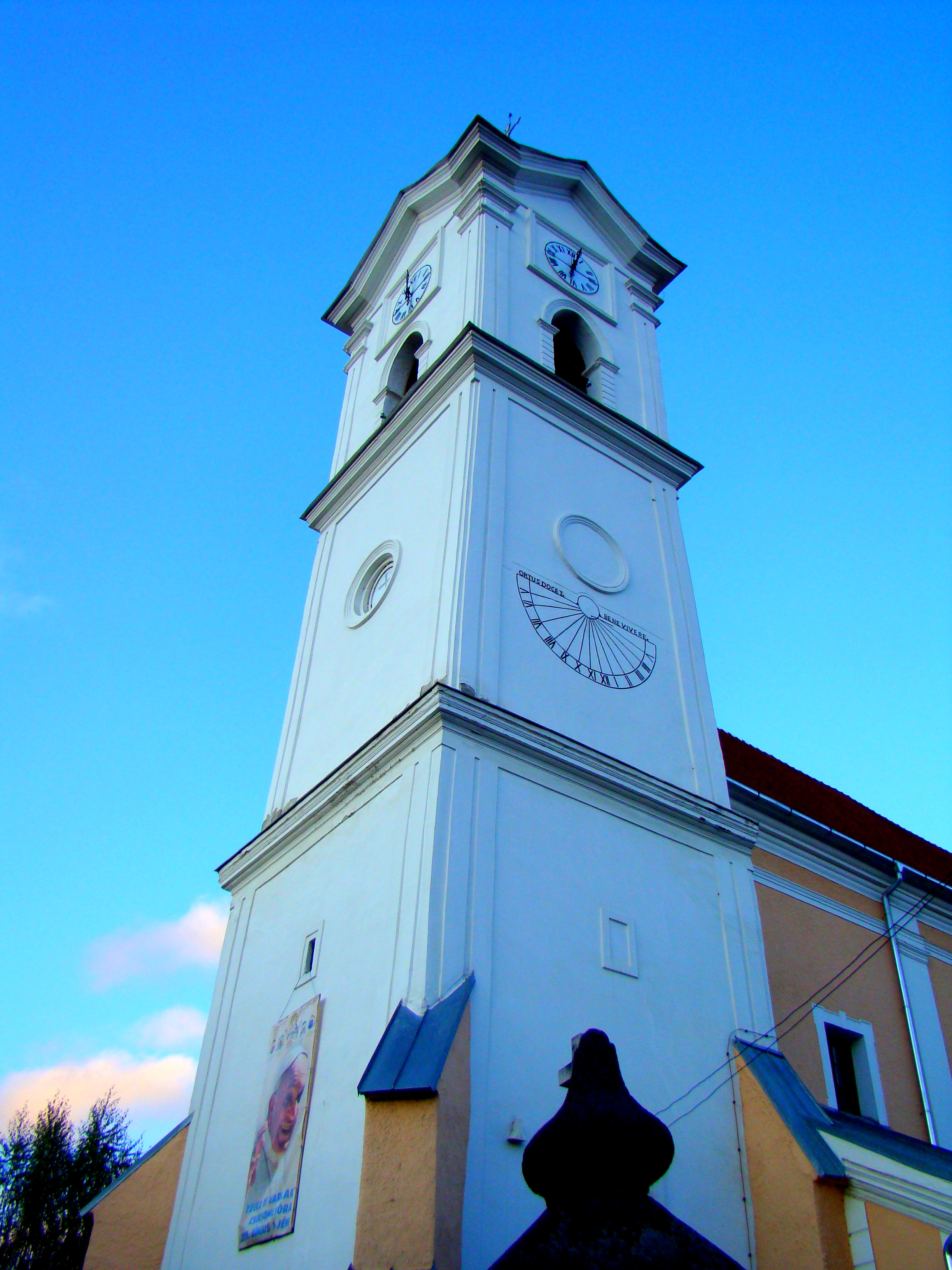
Ceas mecanic și cadran solar (3)
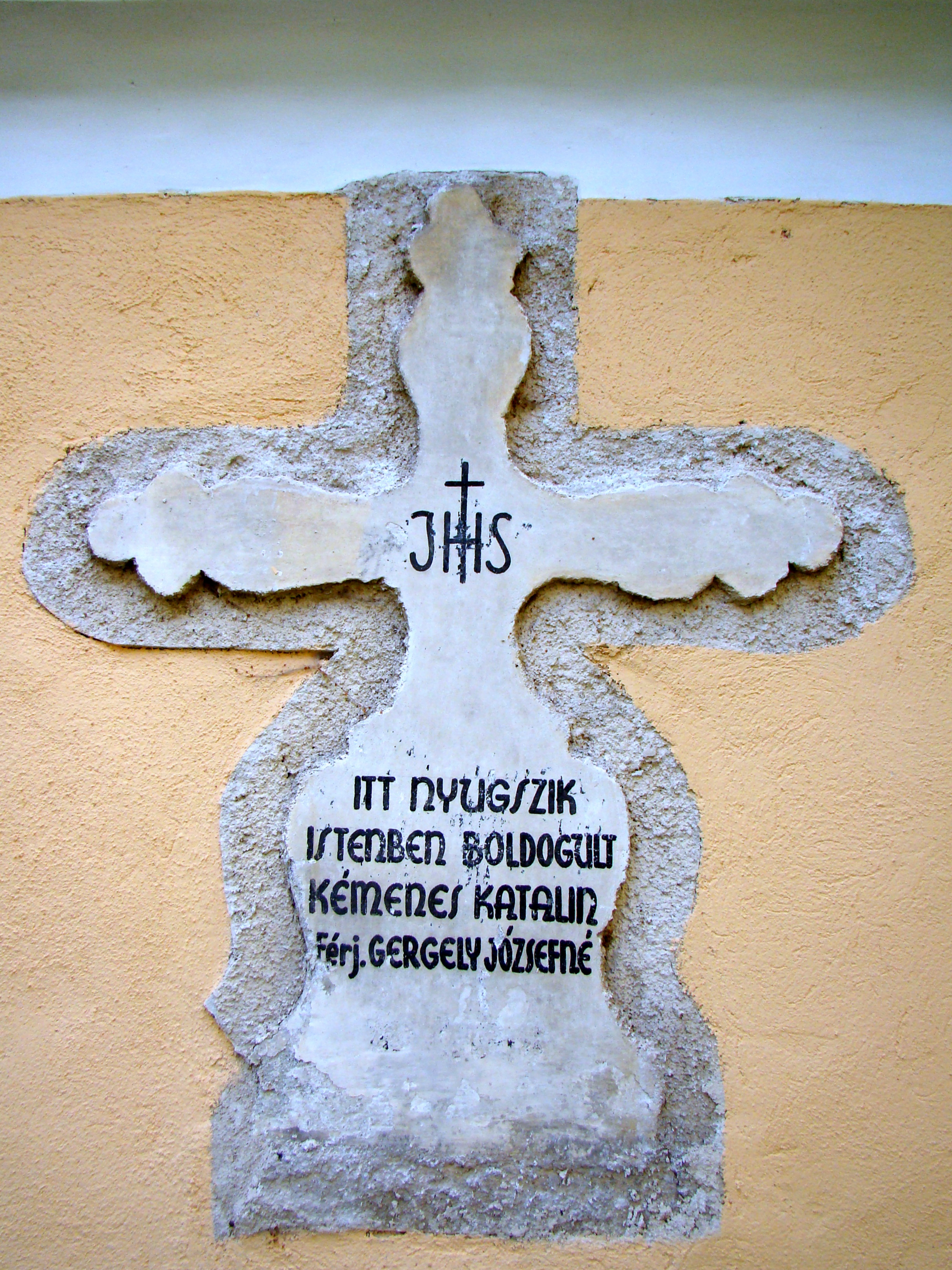
Inscripție funerară
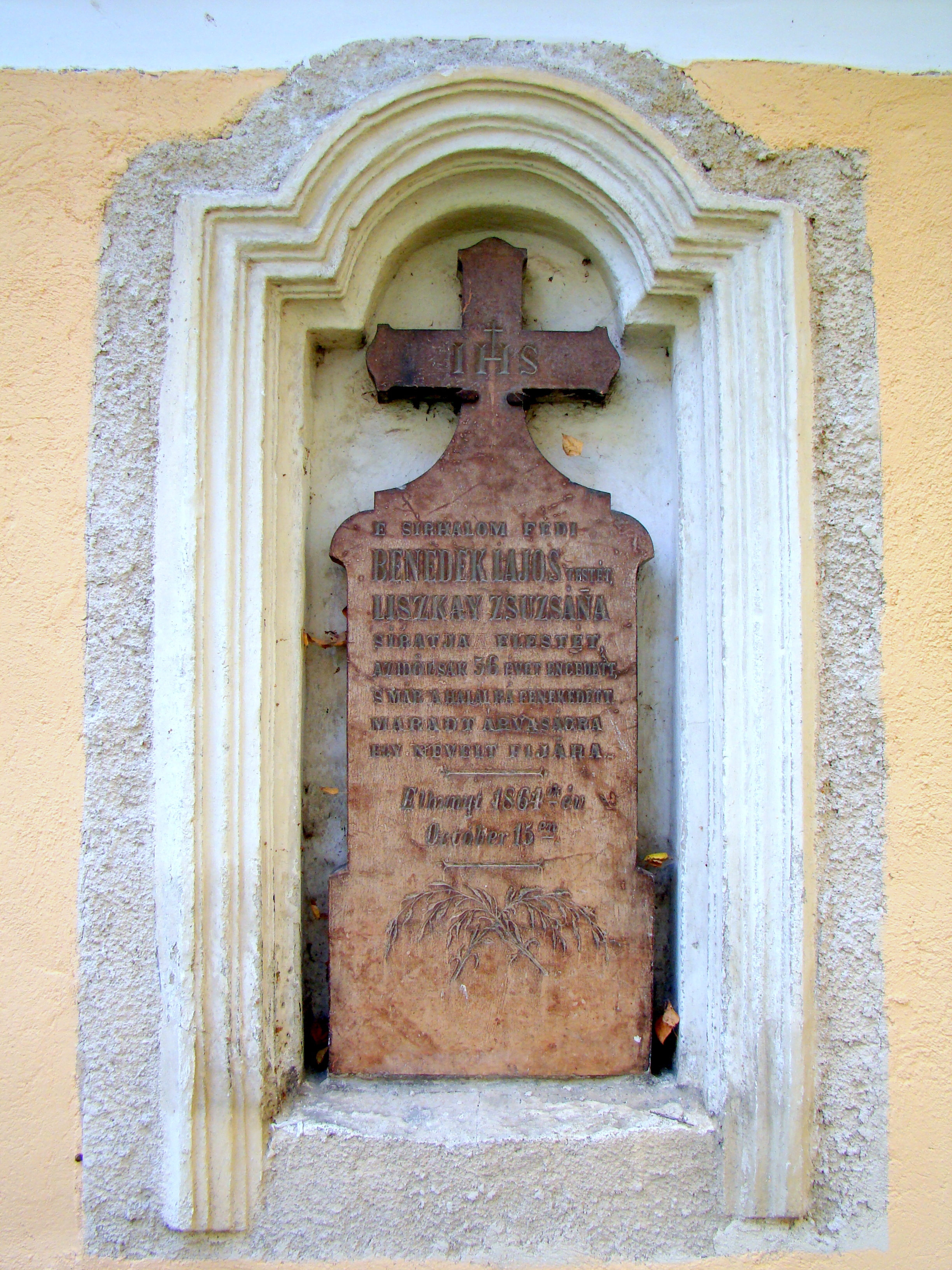
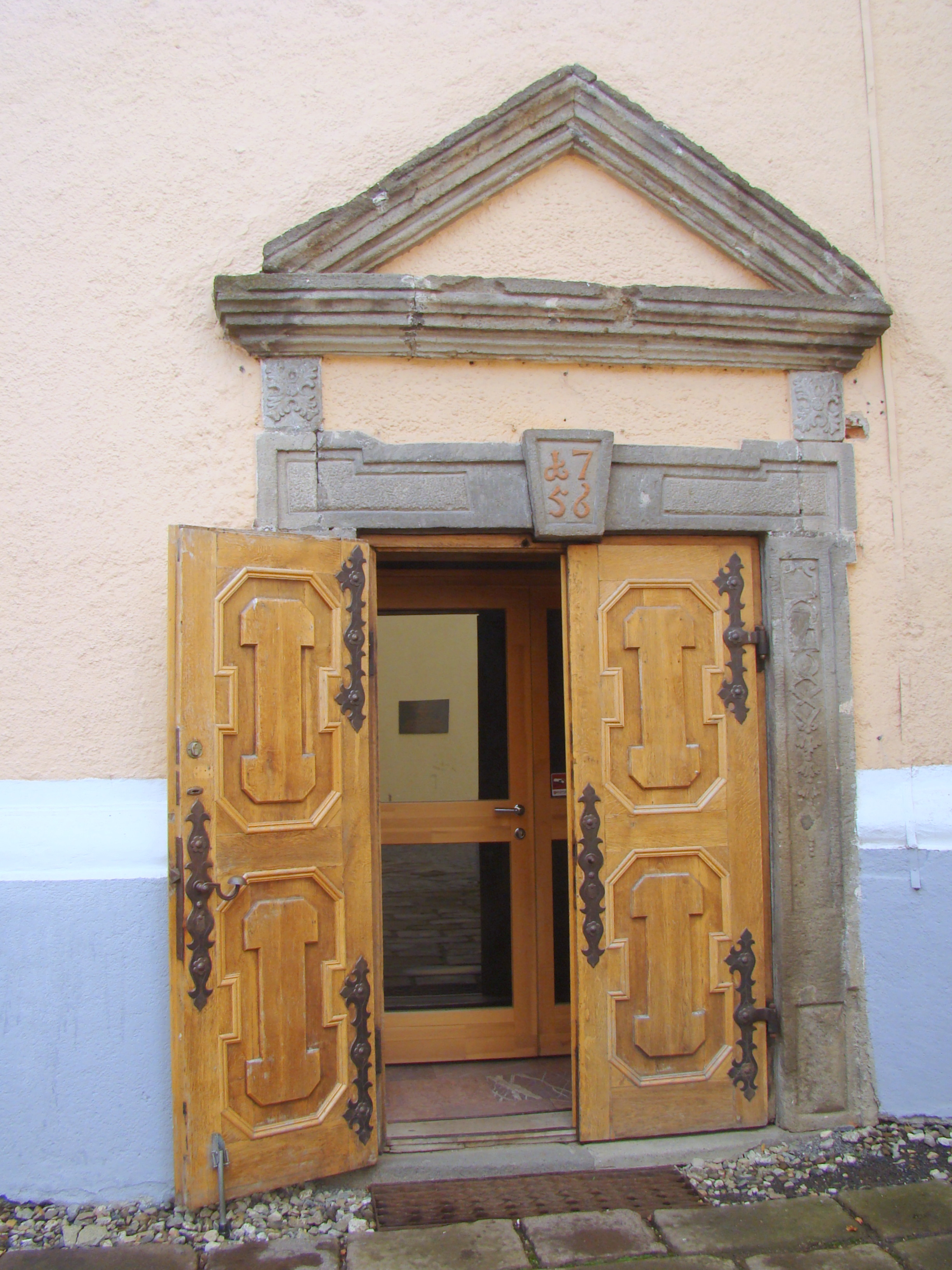
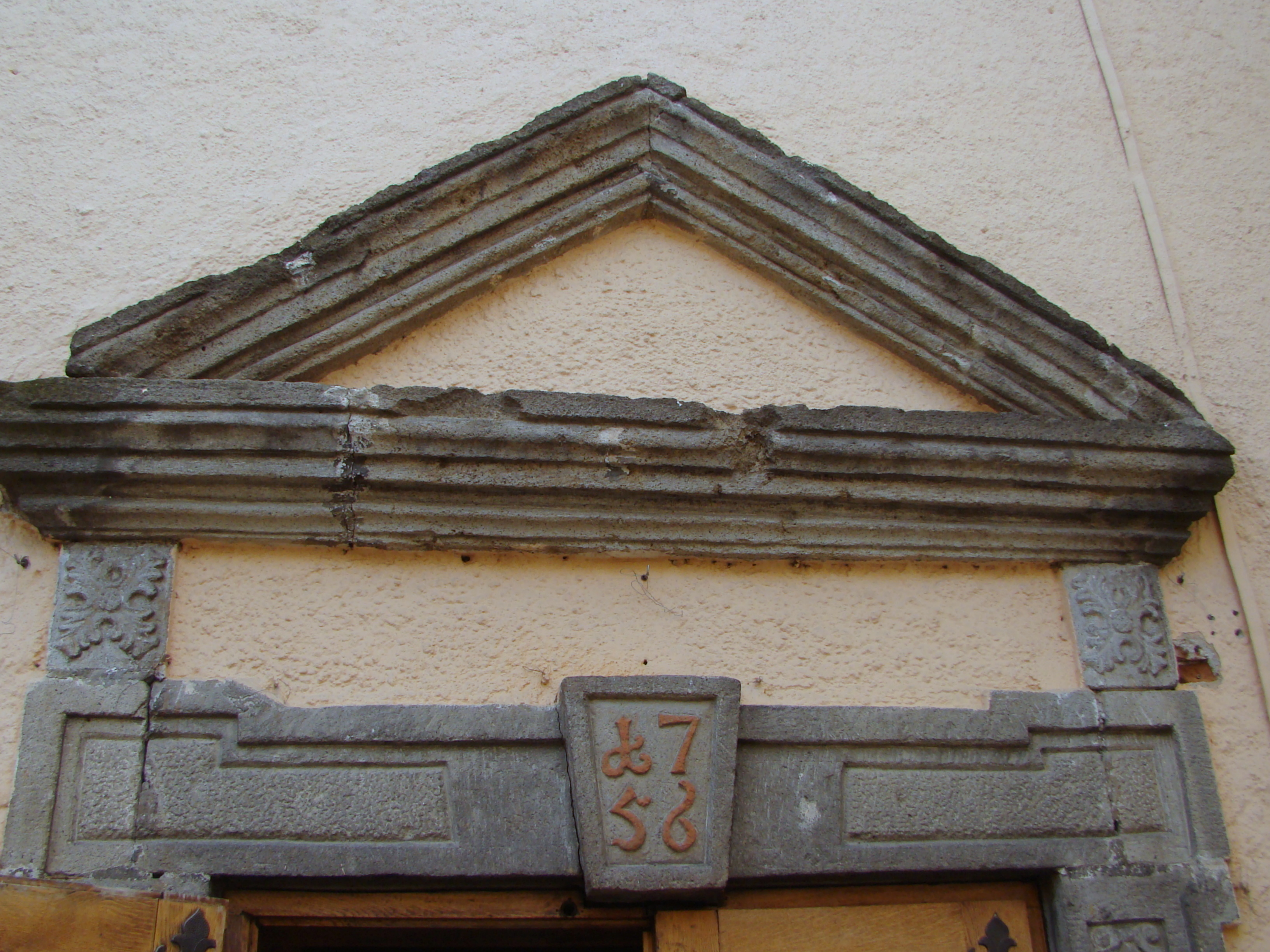
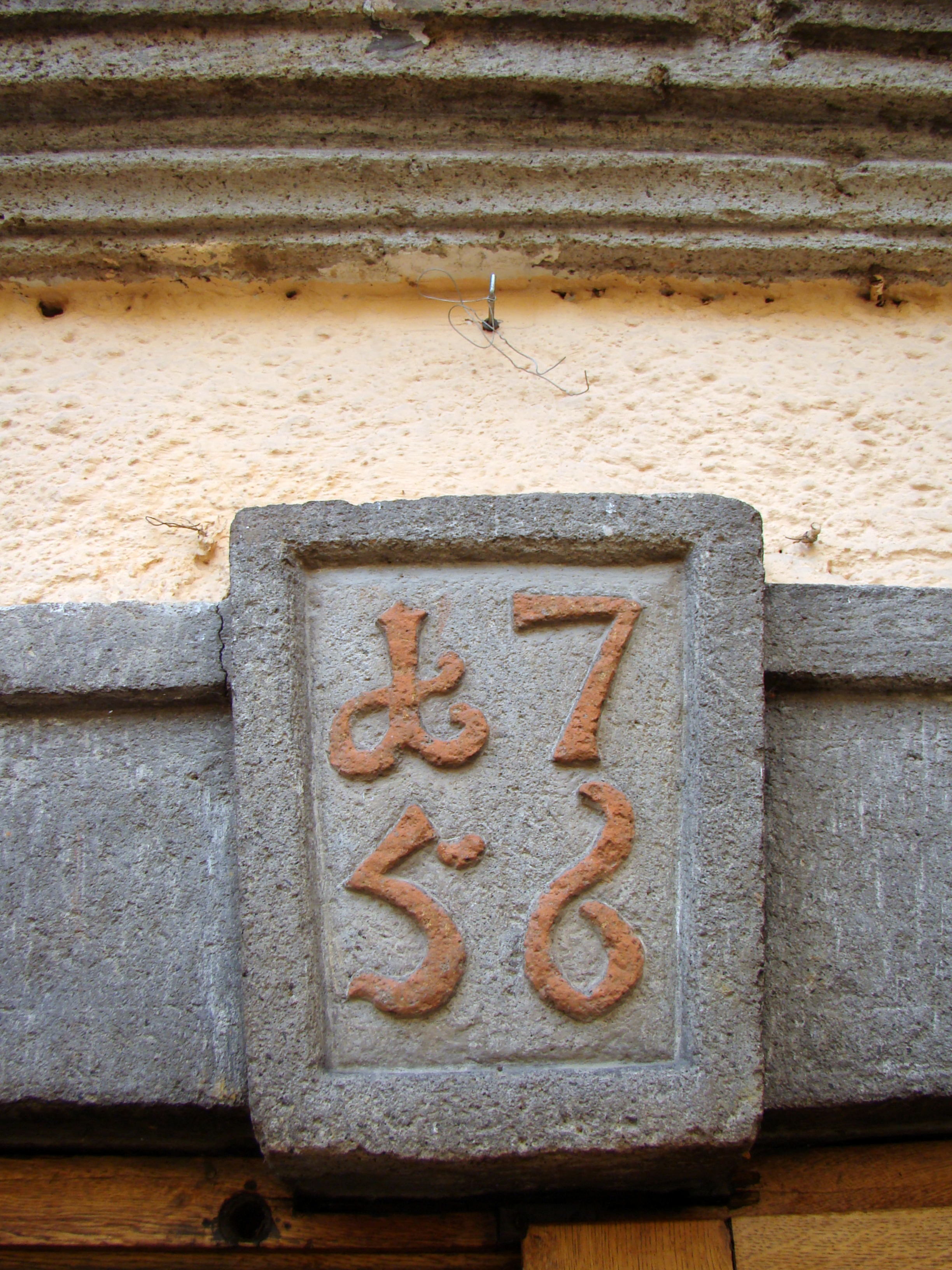
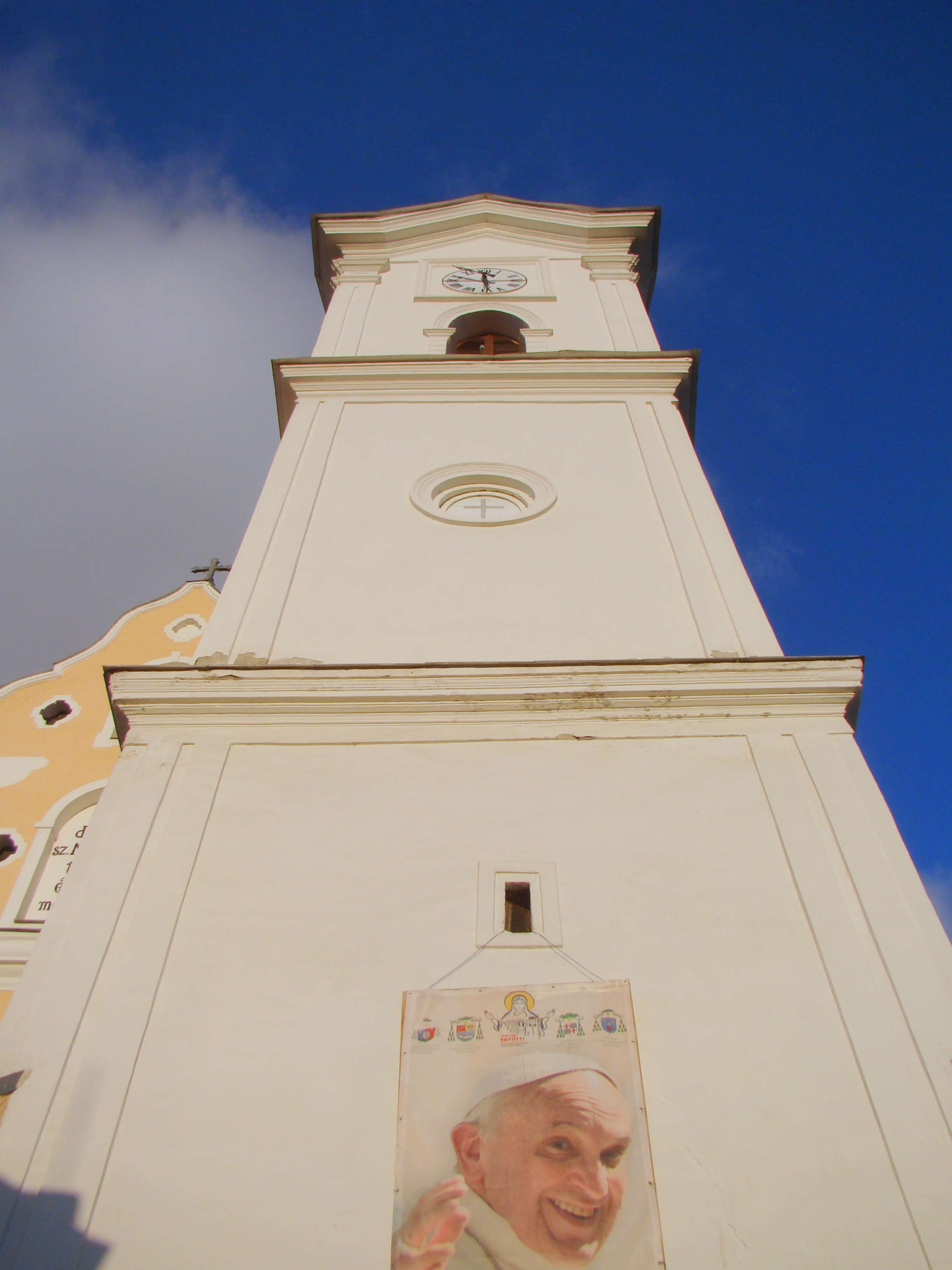
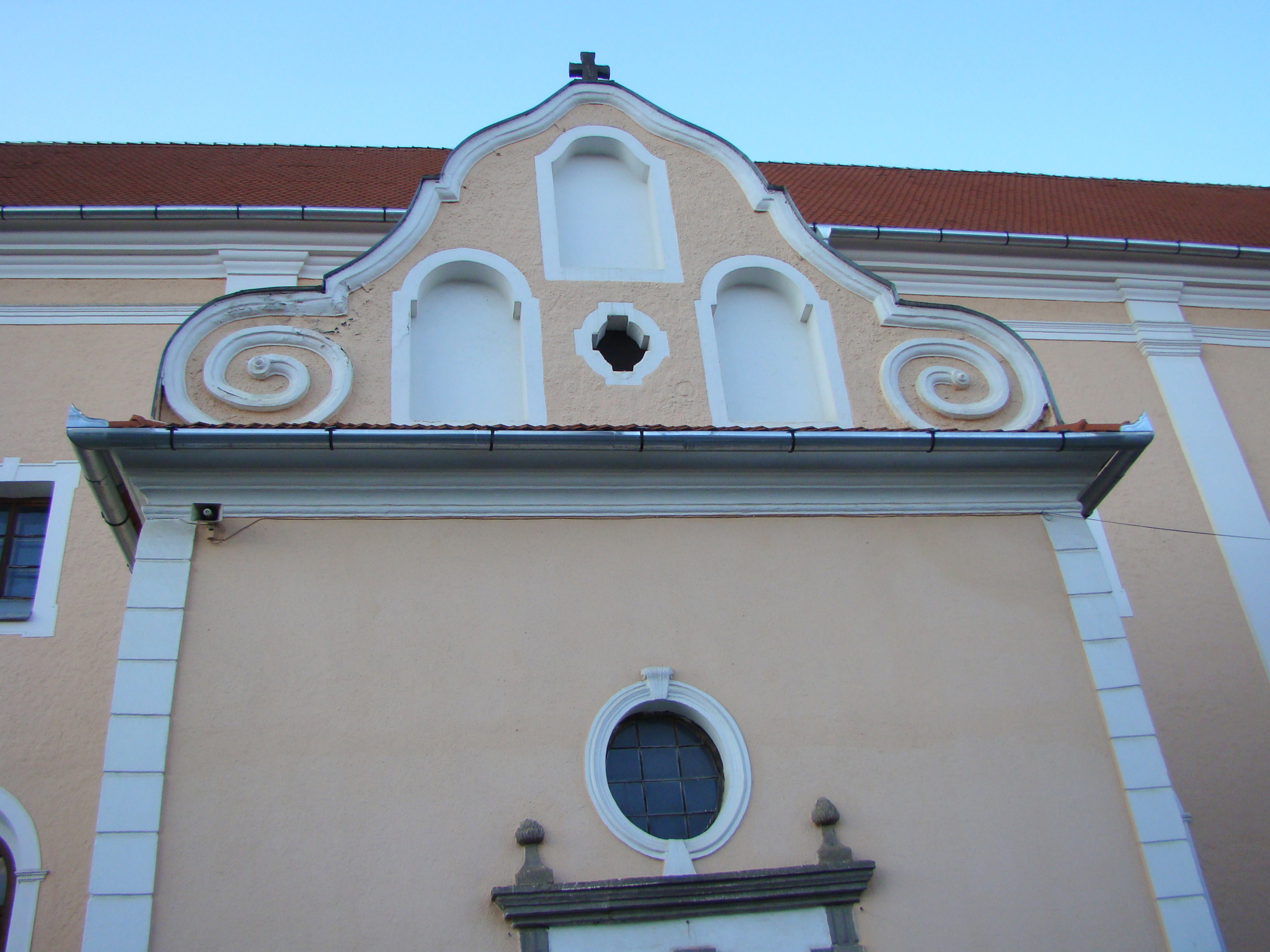

## Imagini din interior

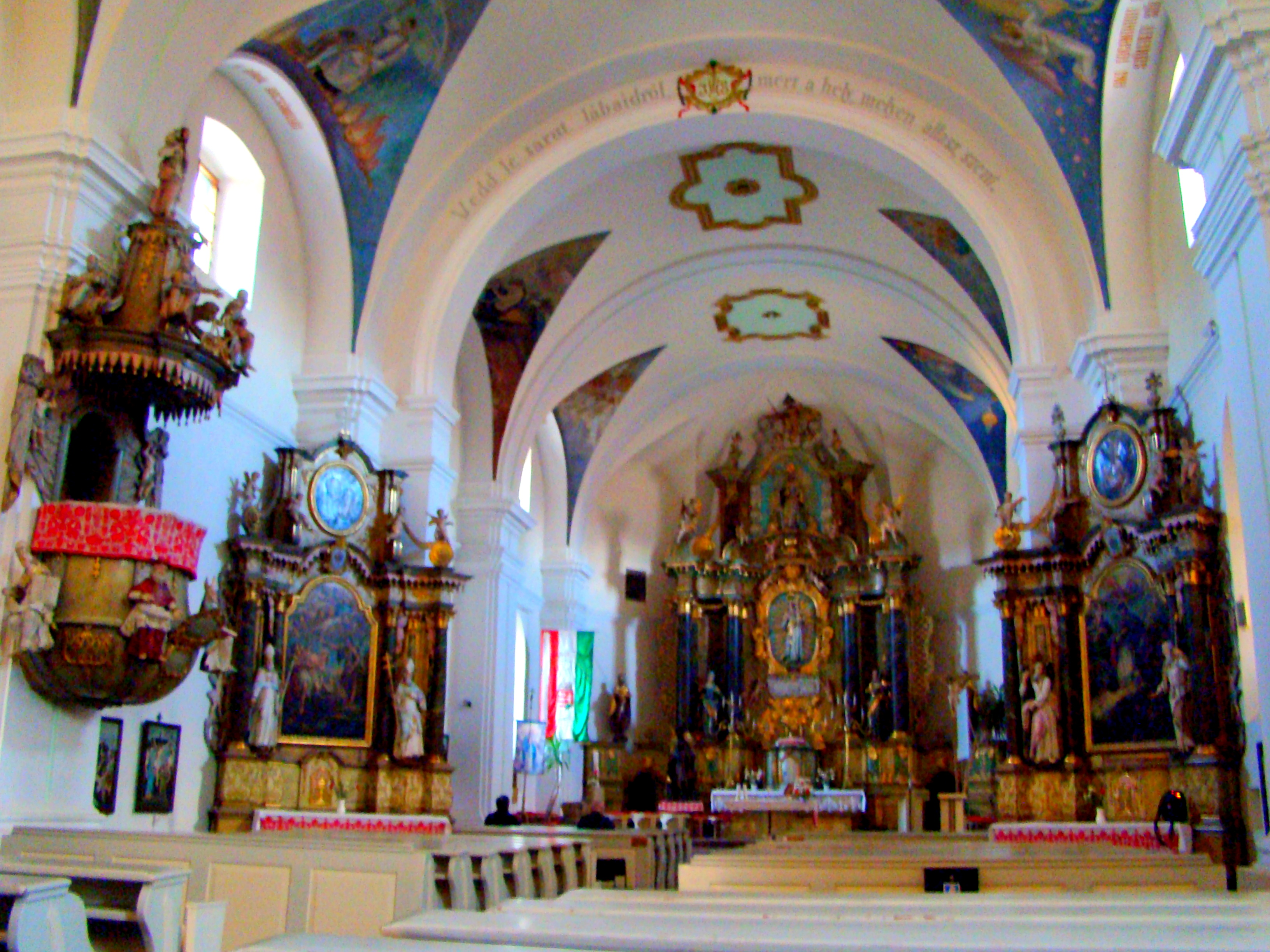
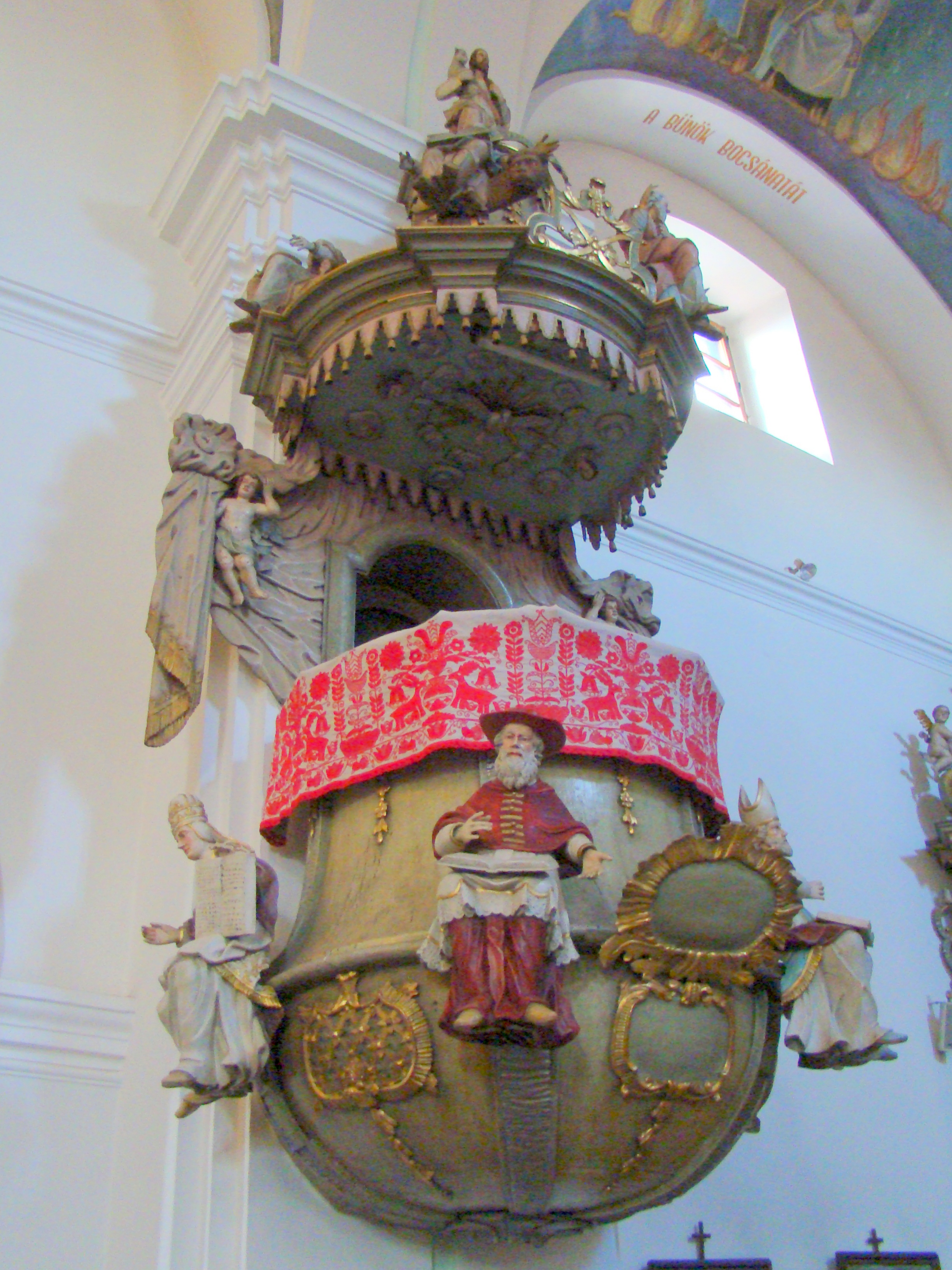
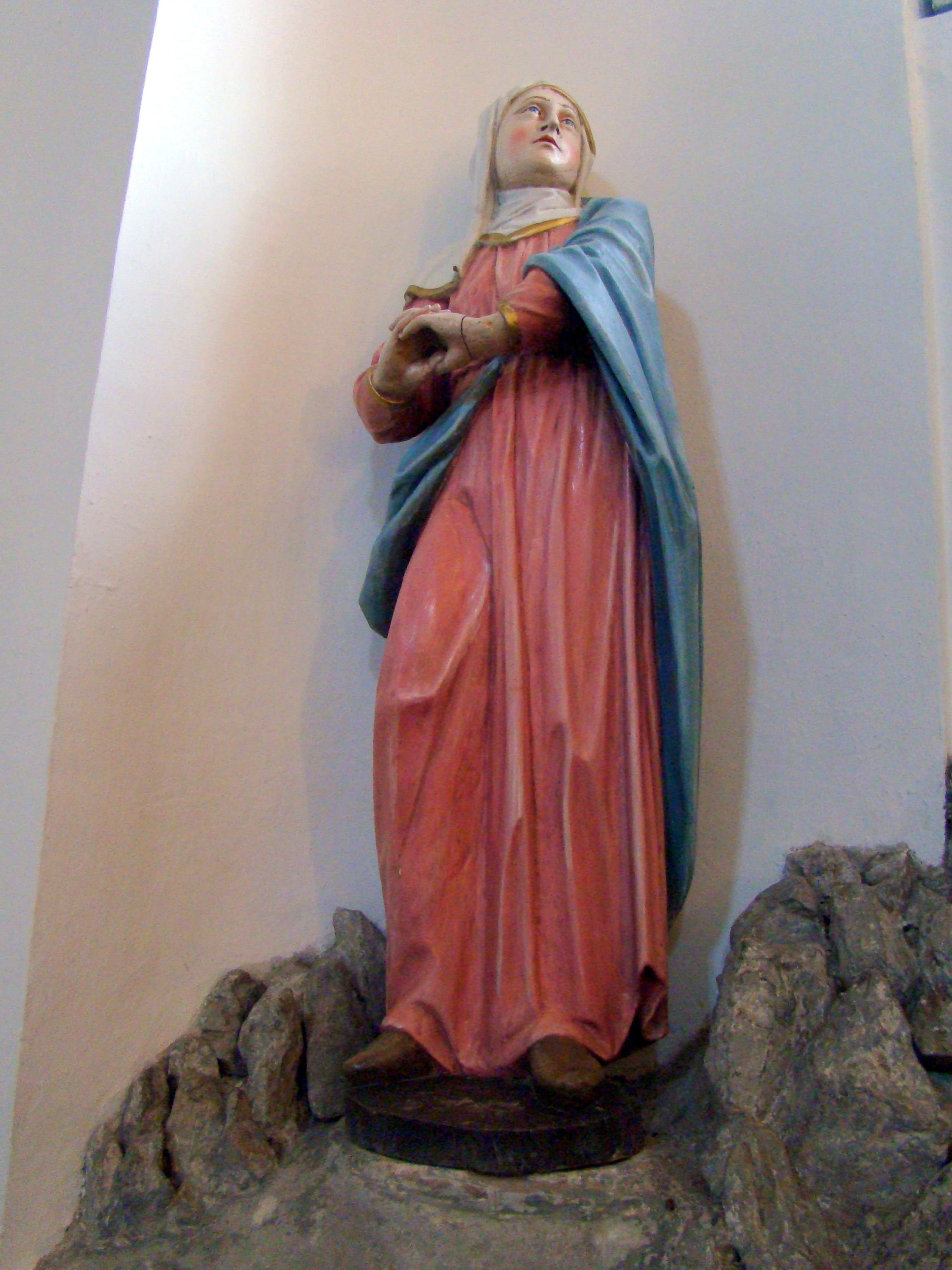
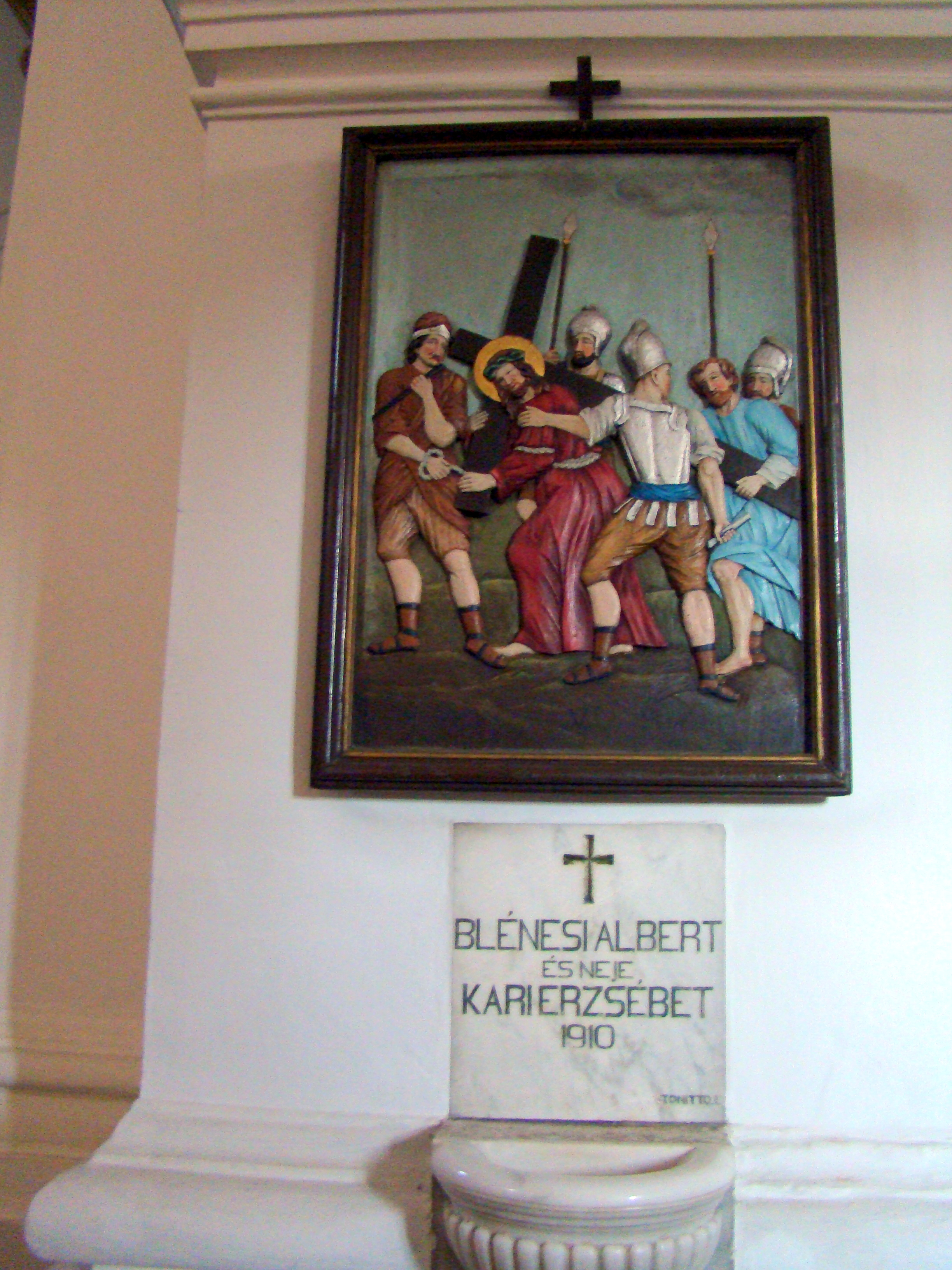
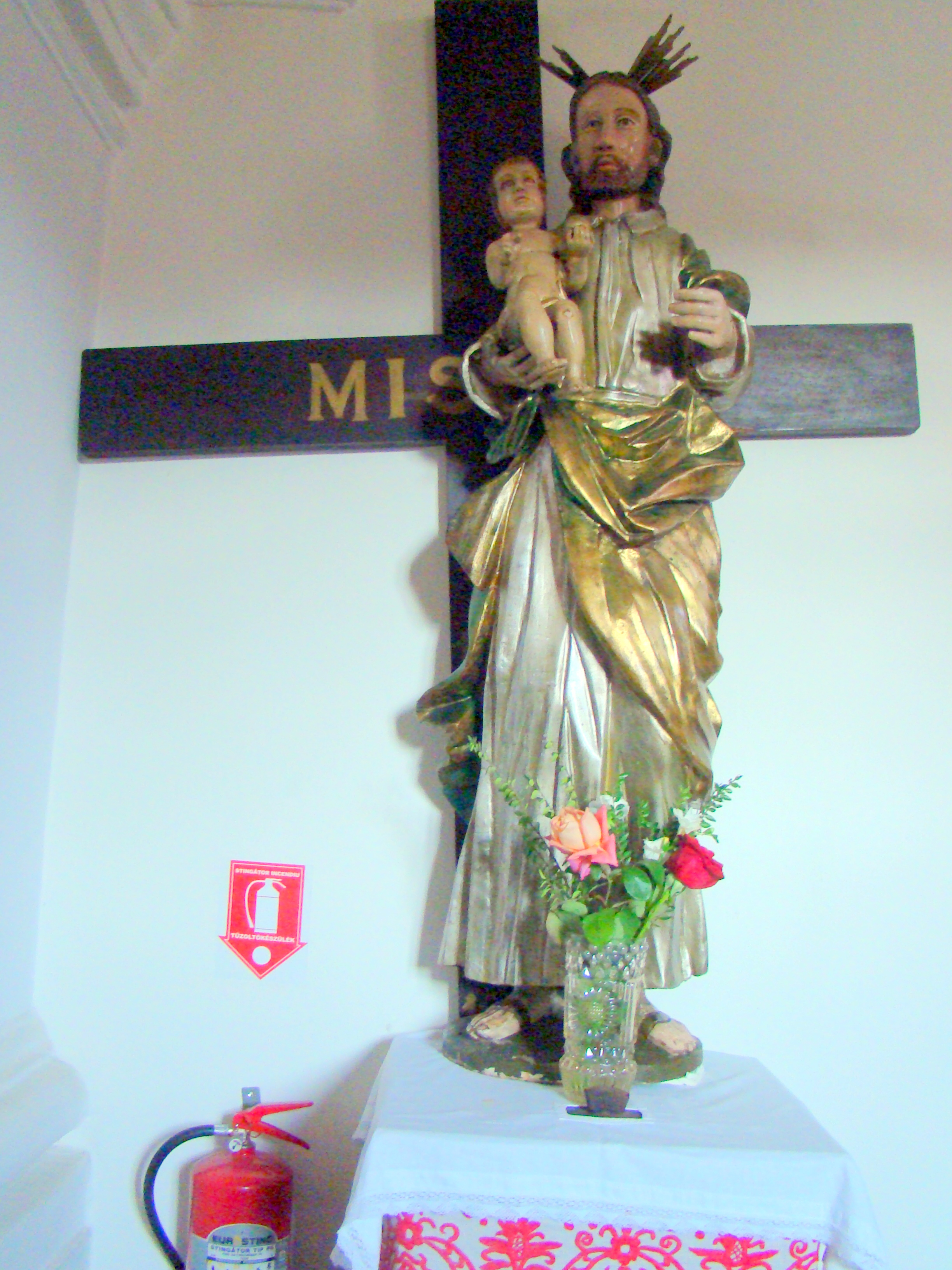
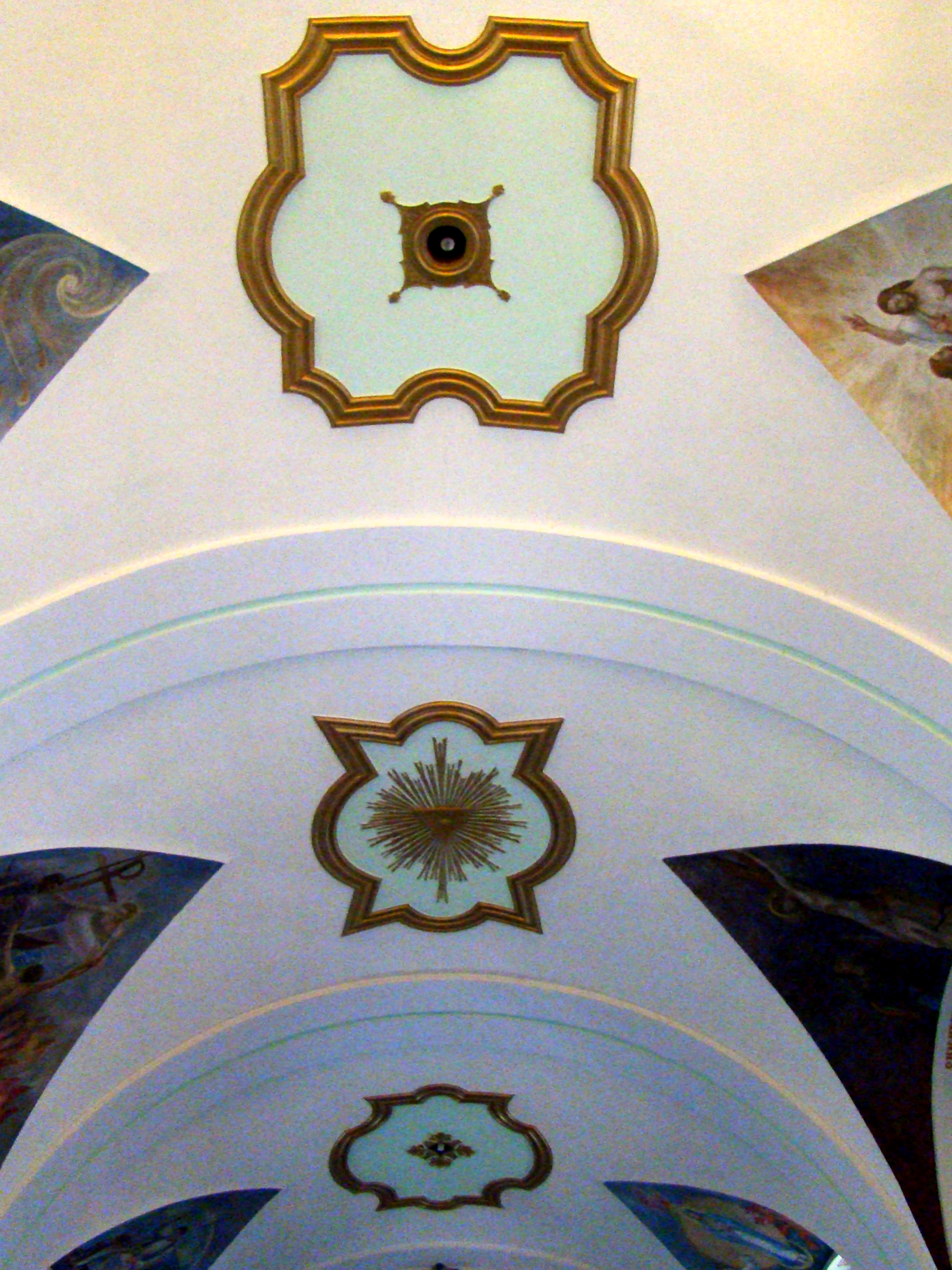
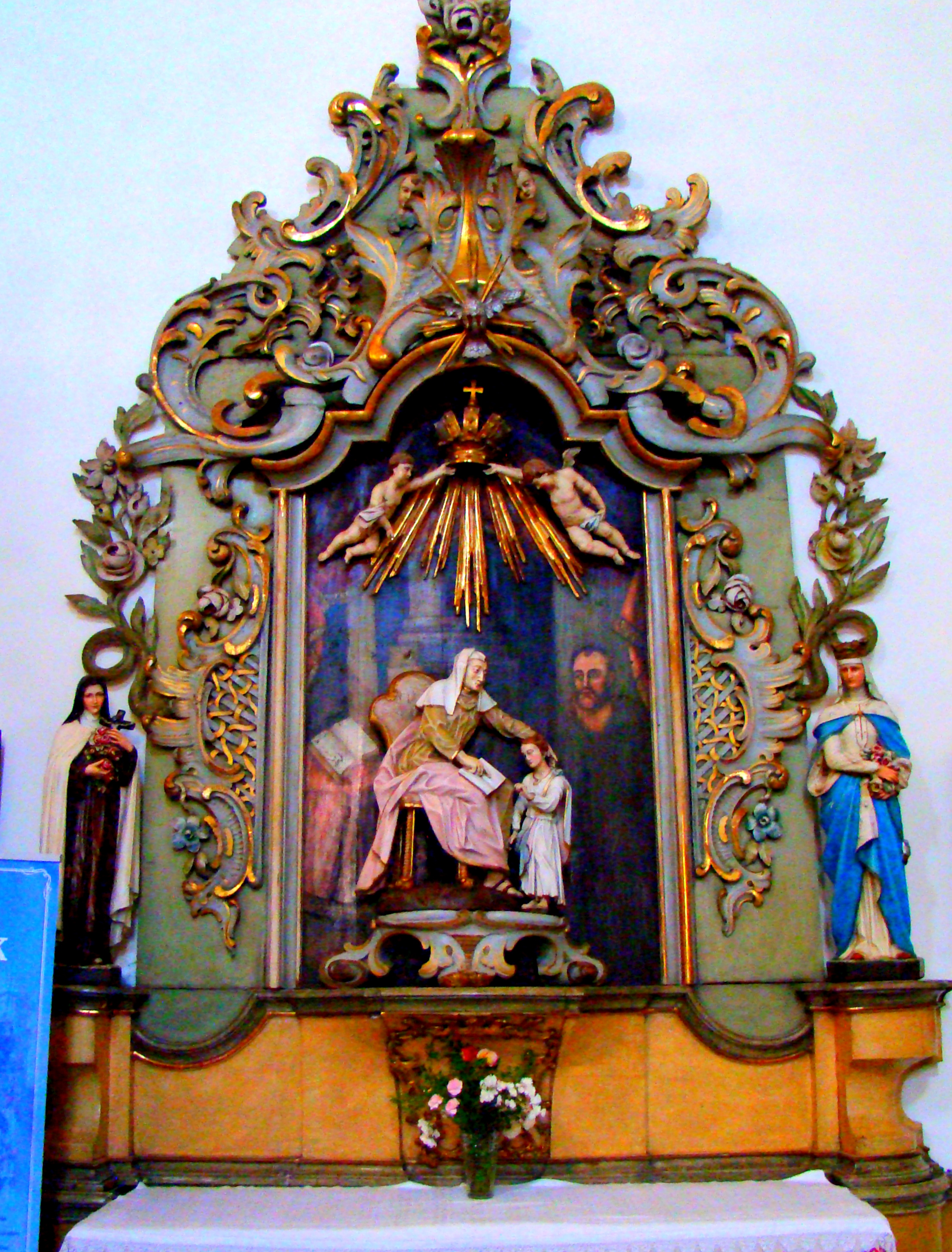
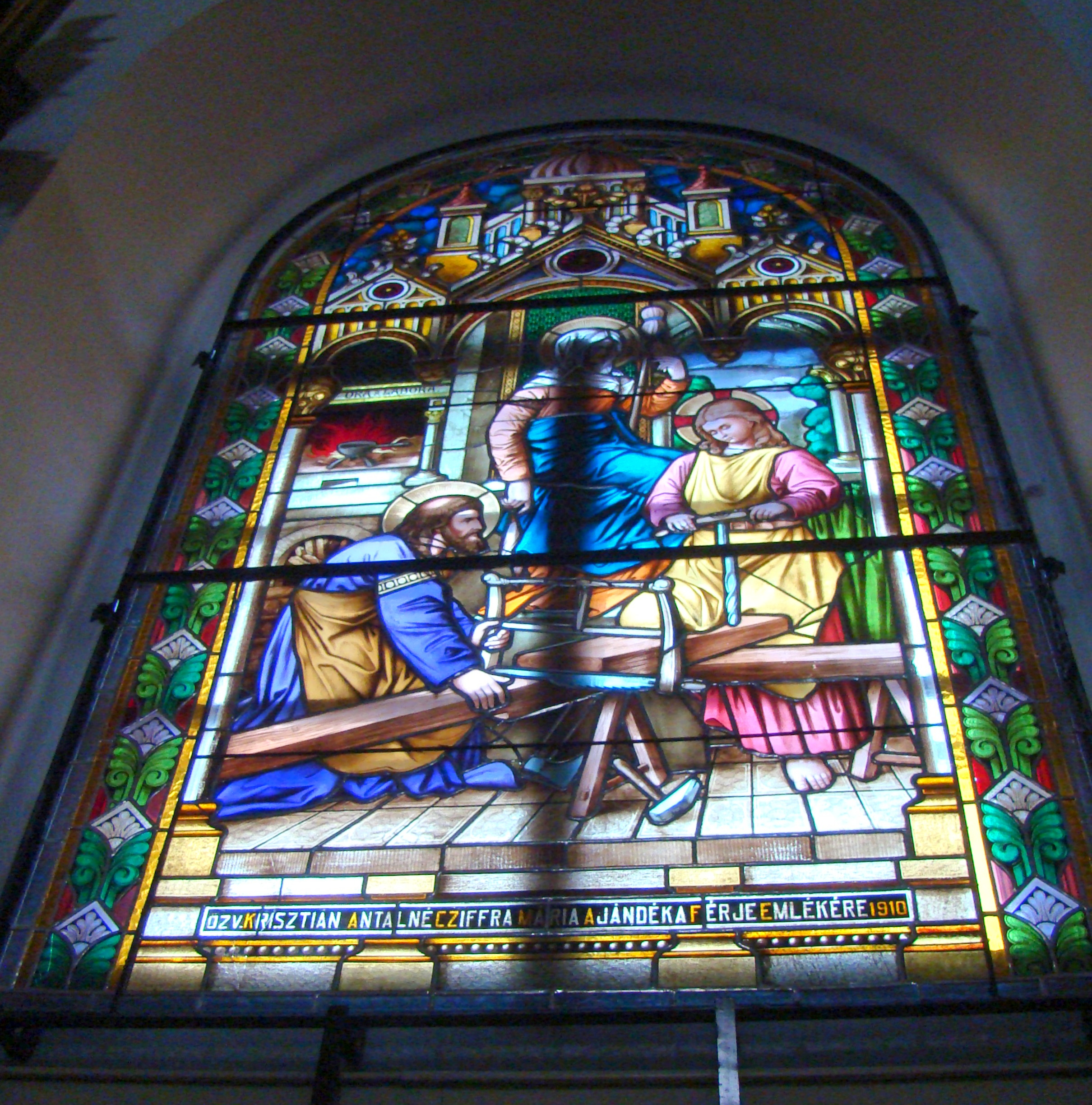
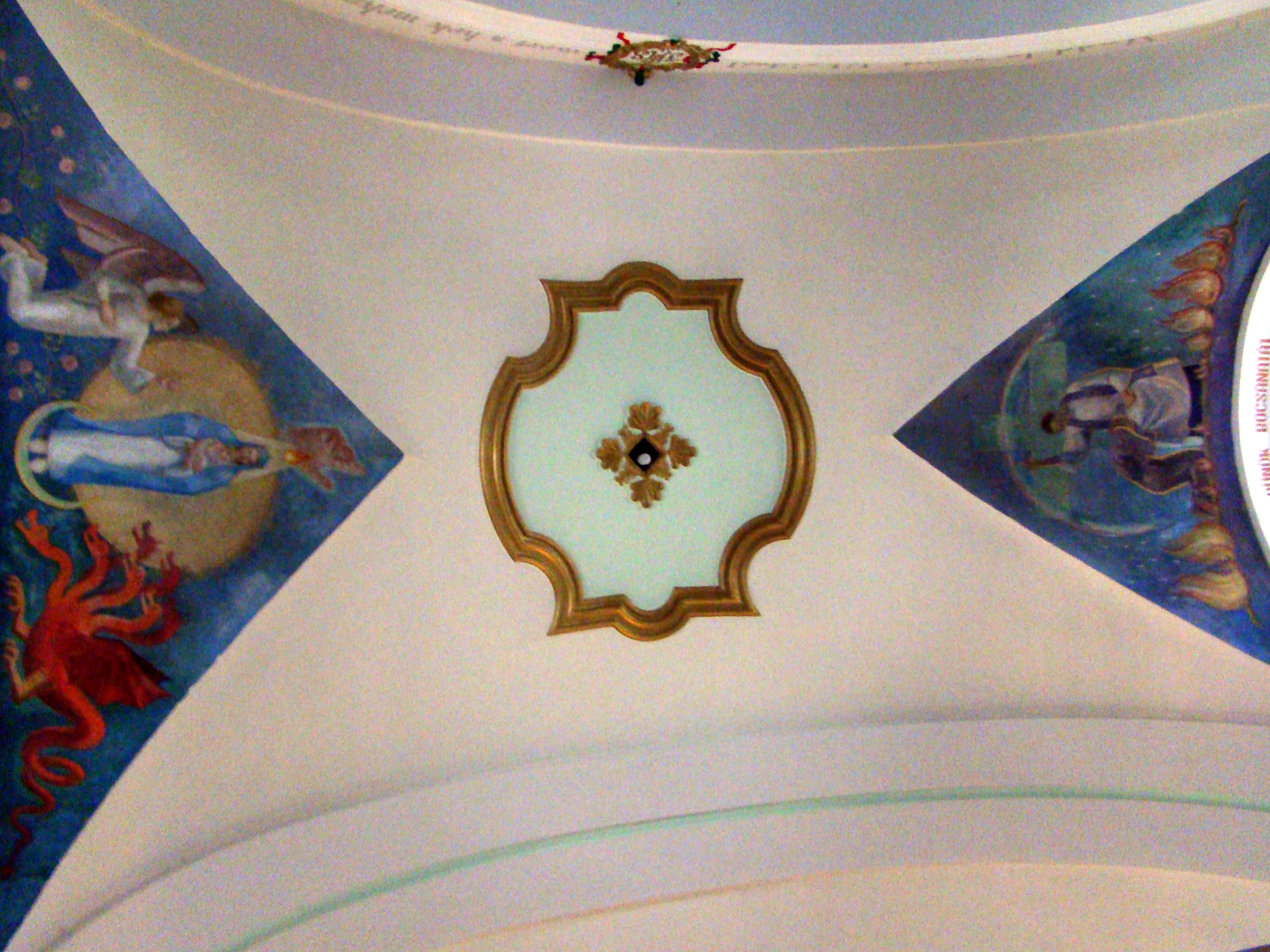
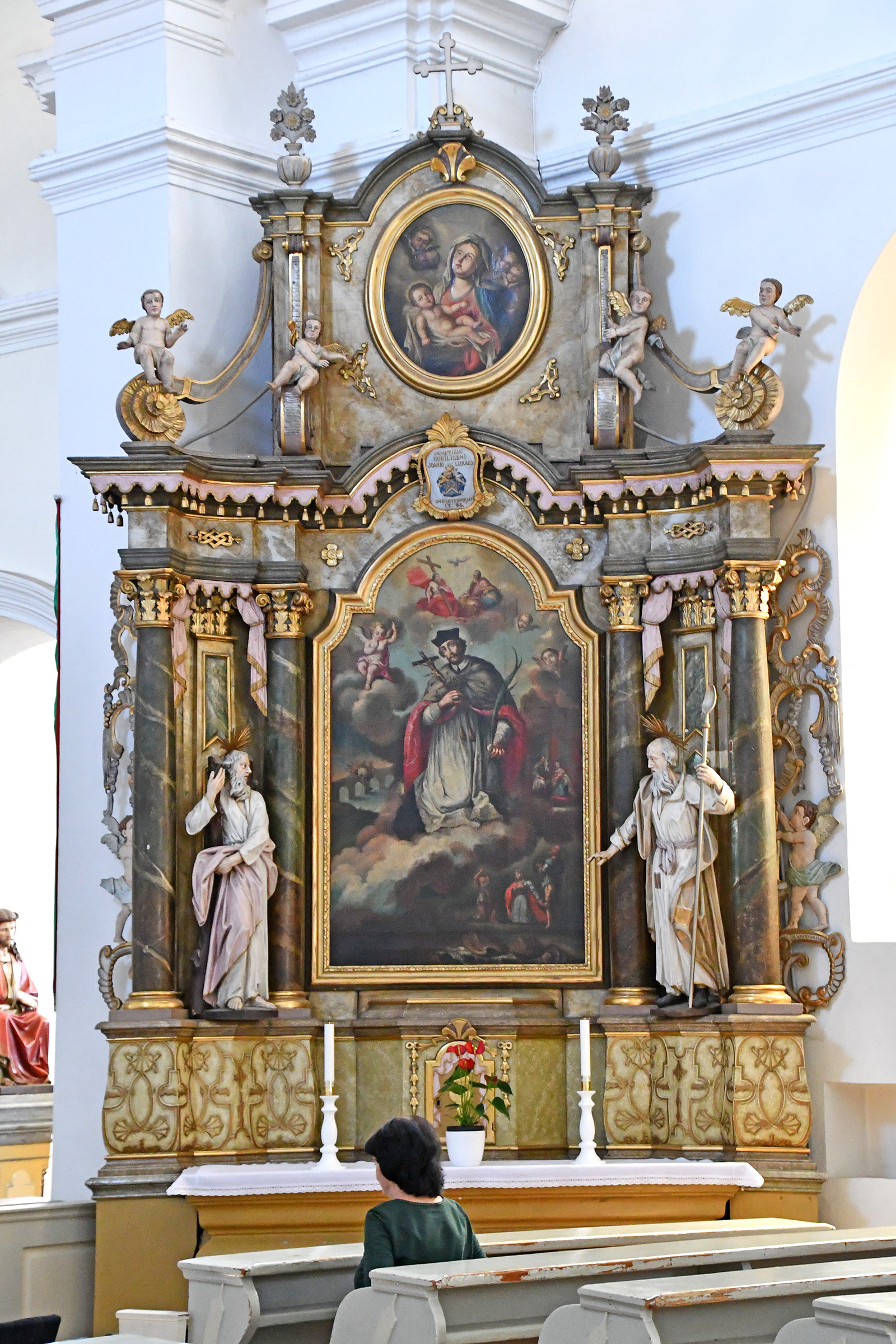
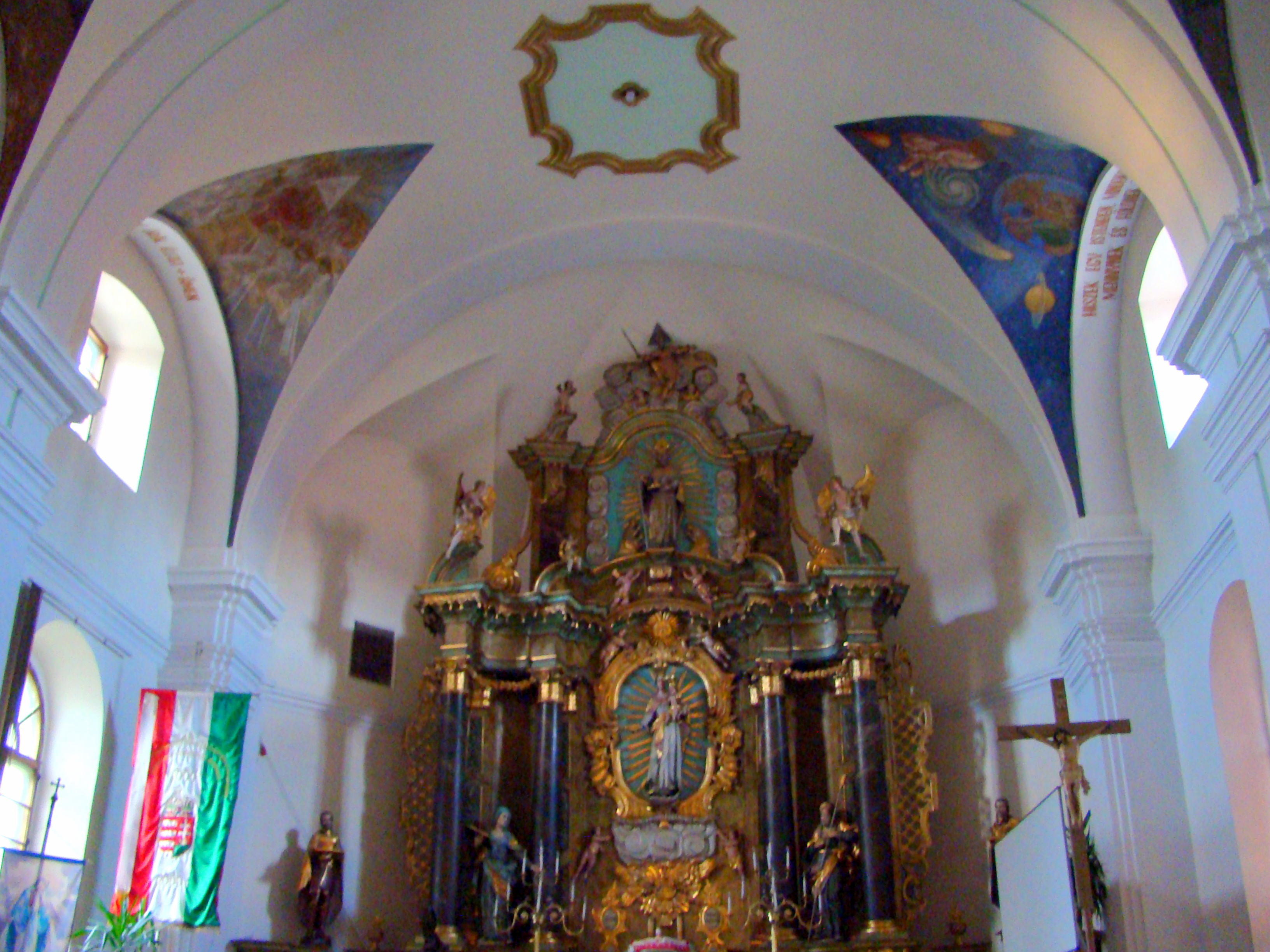
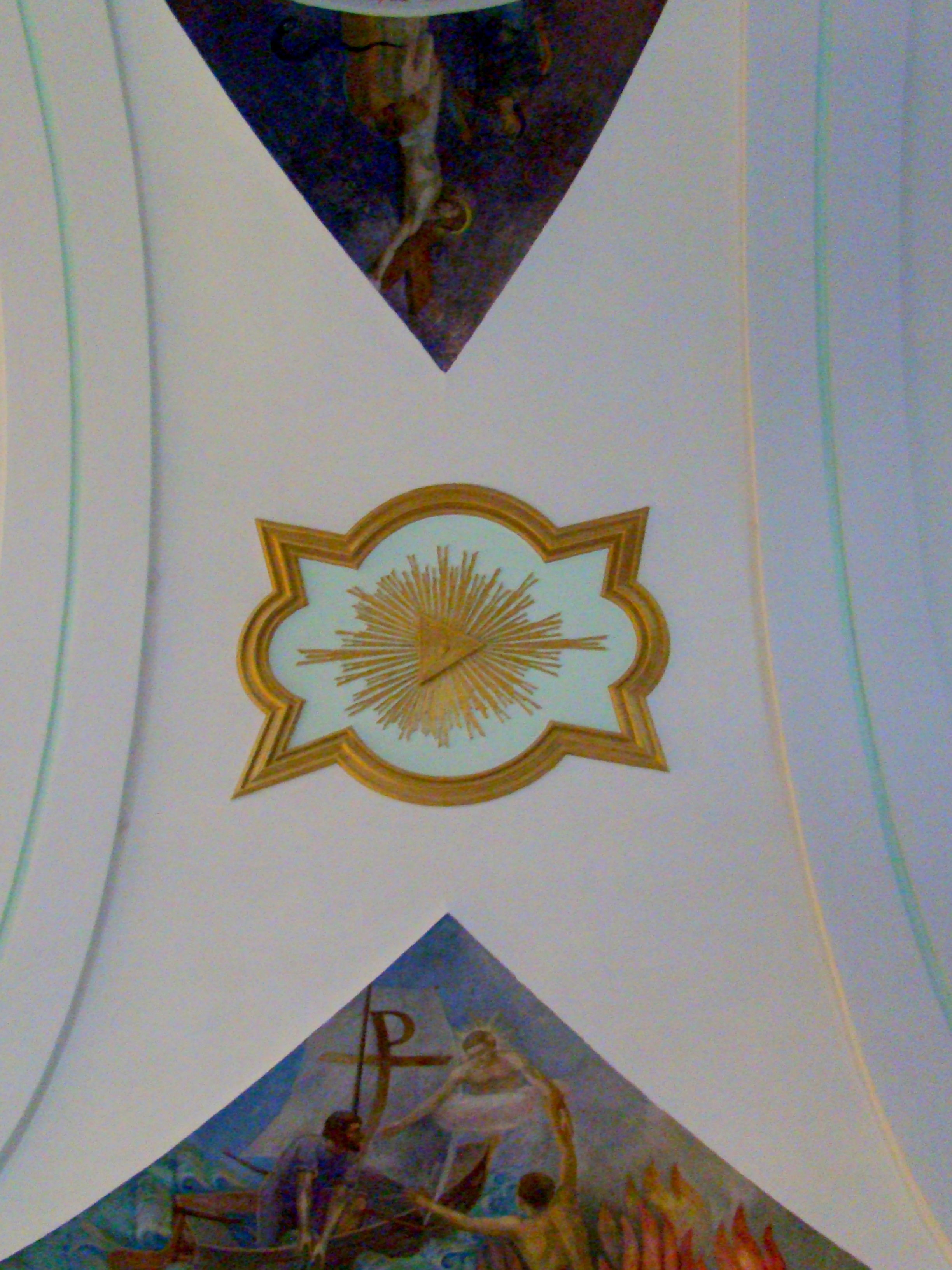
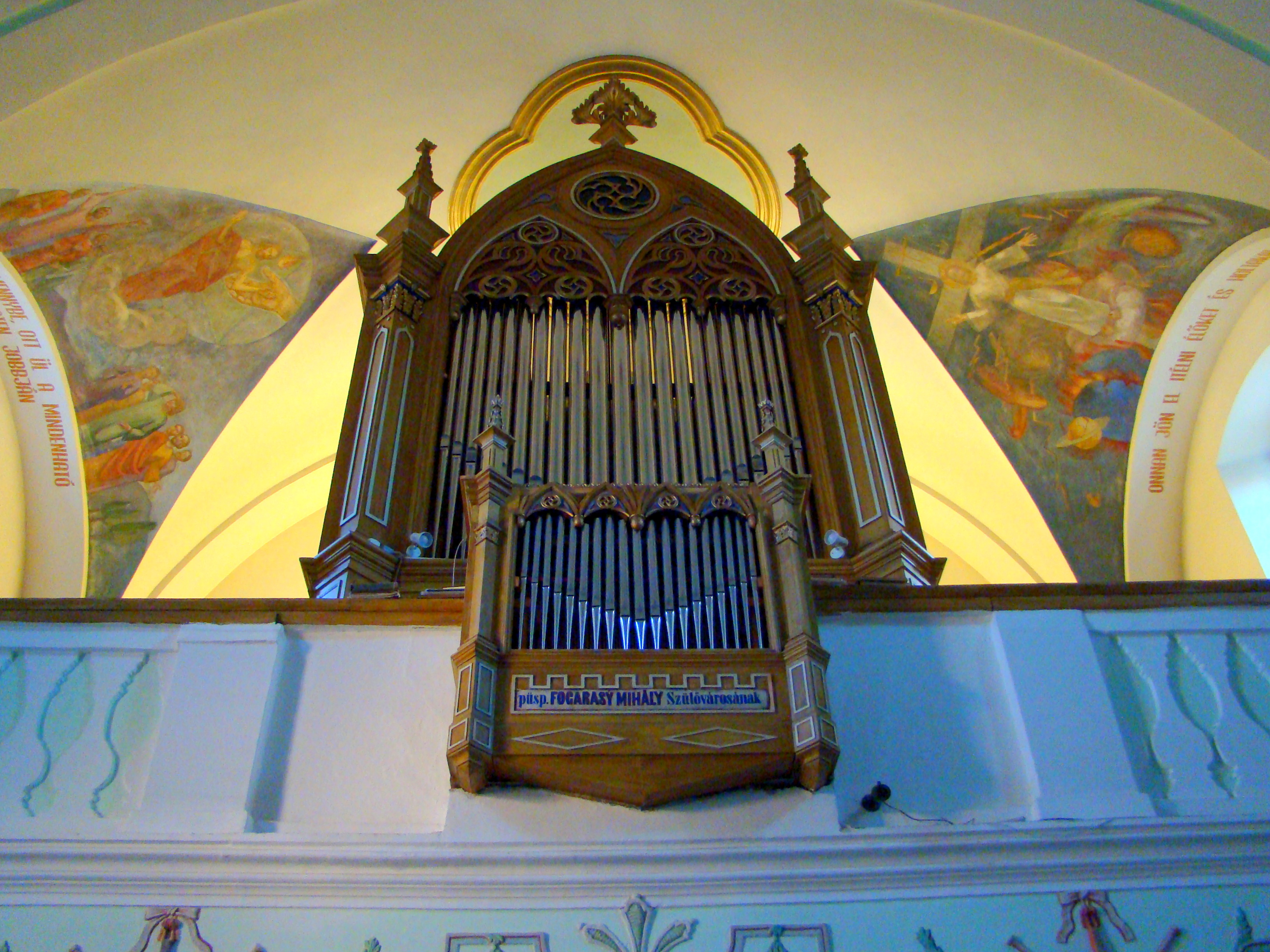
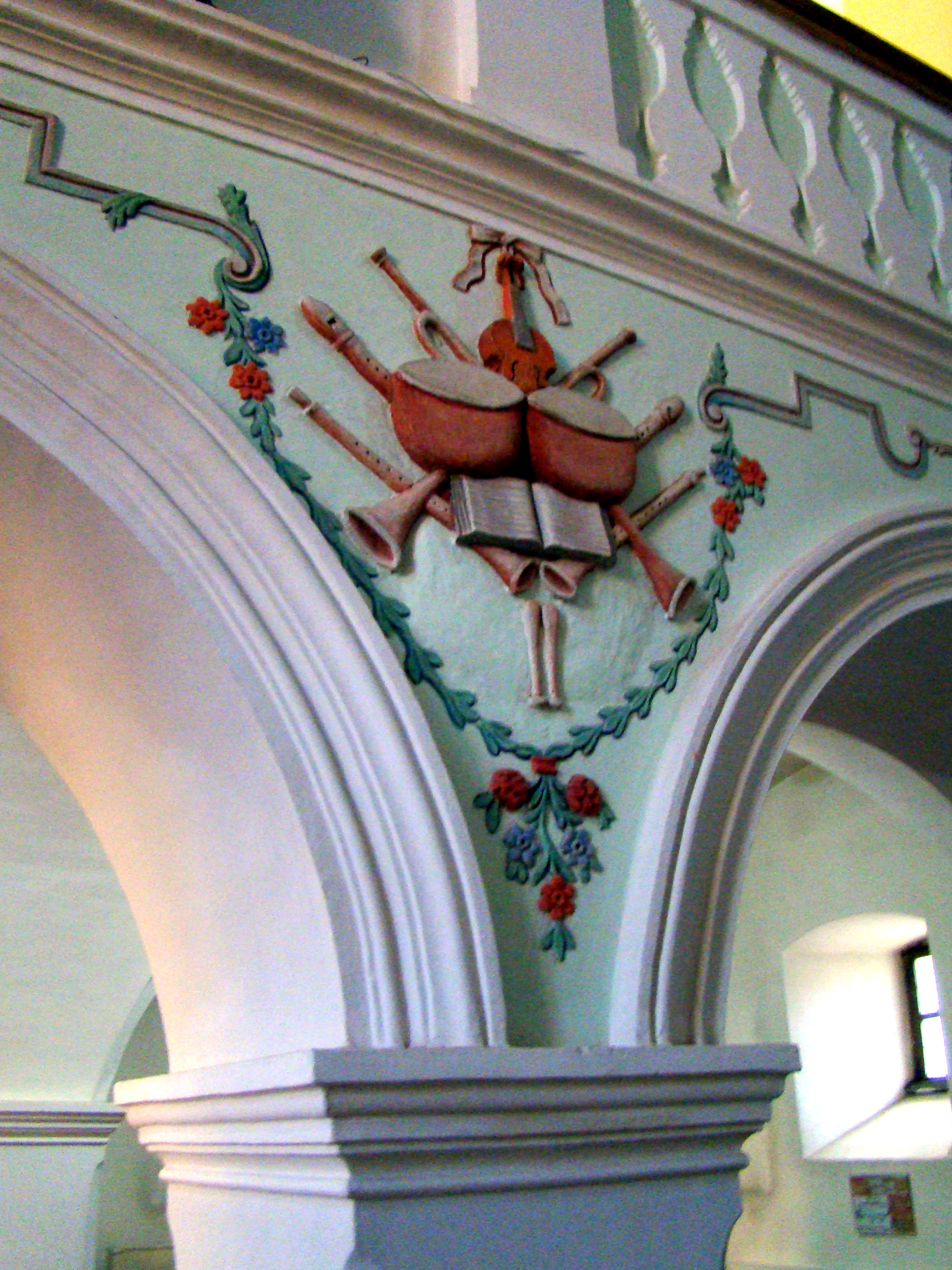
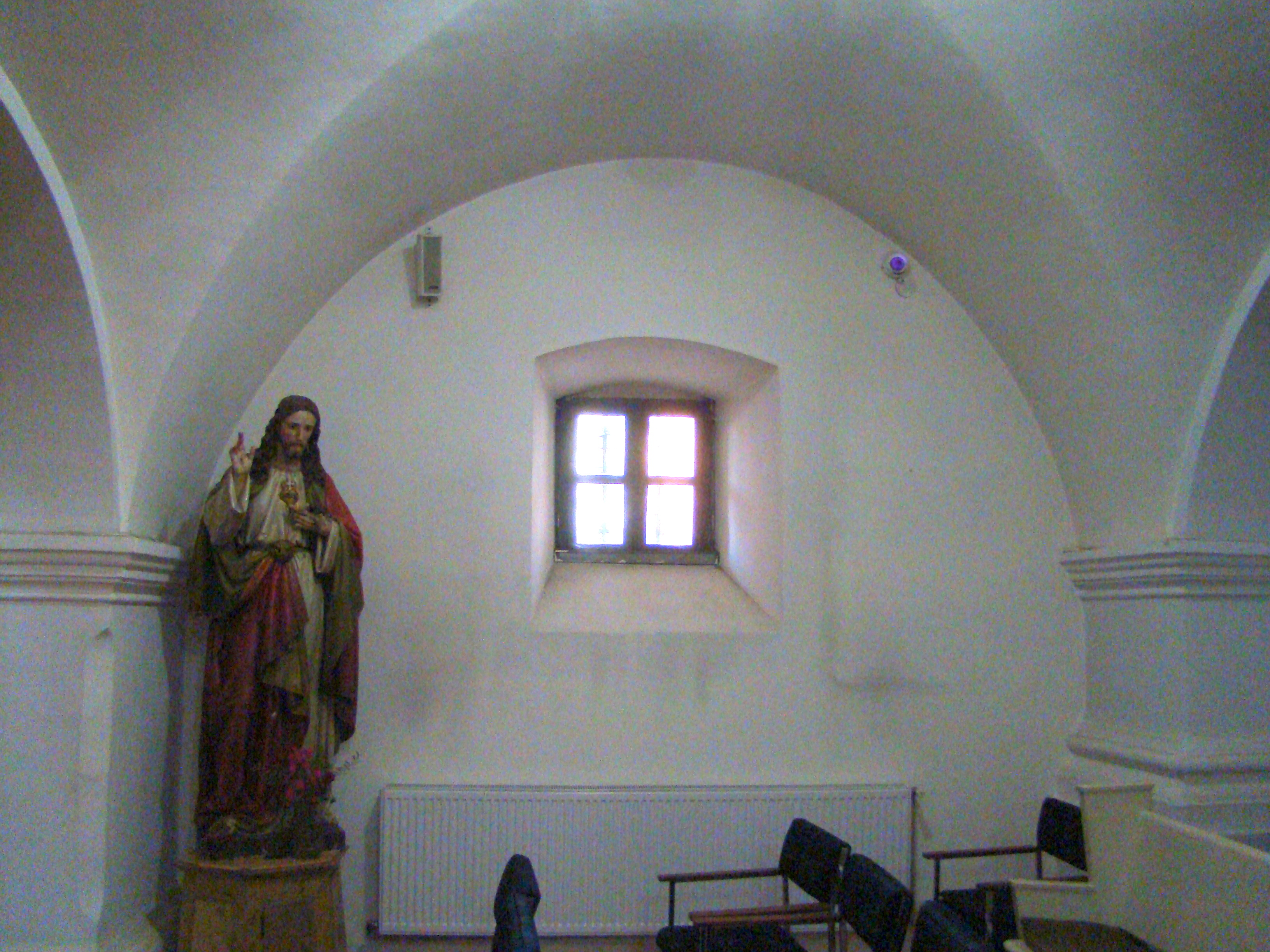
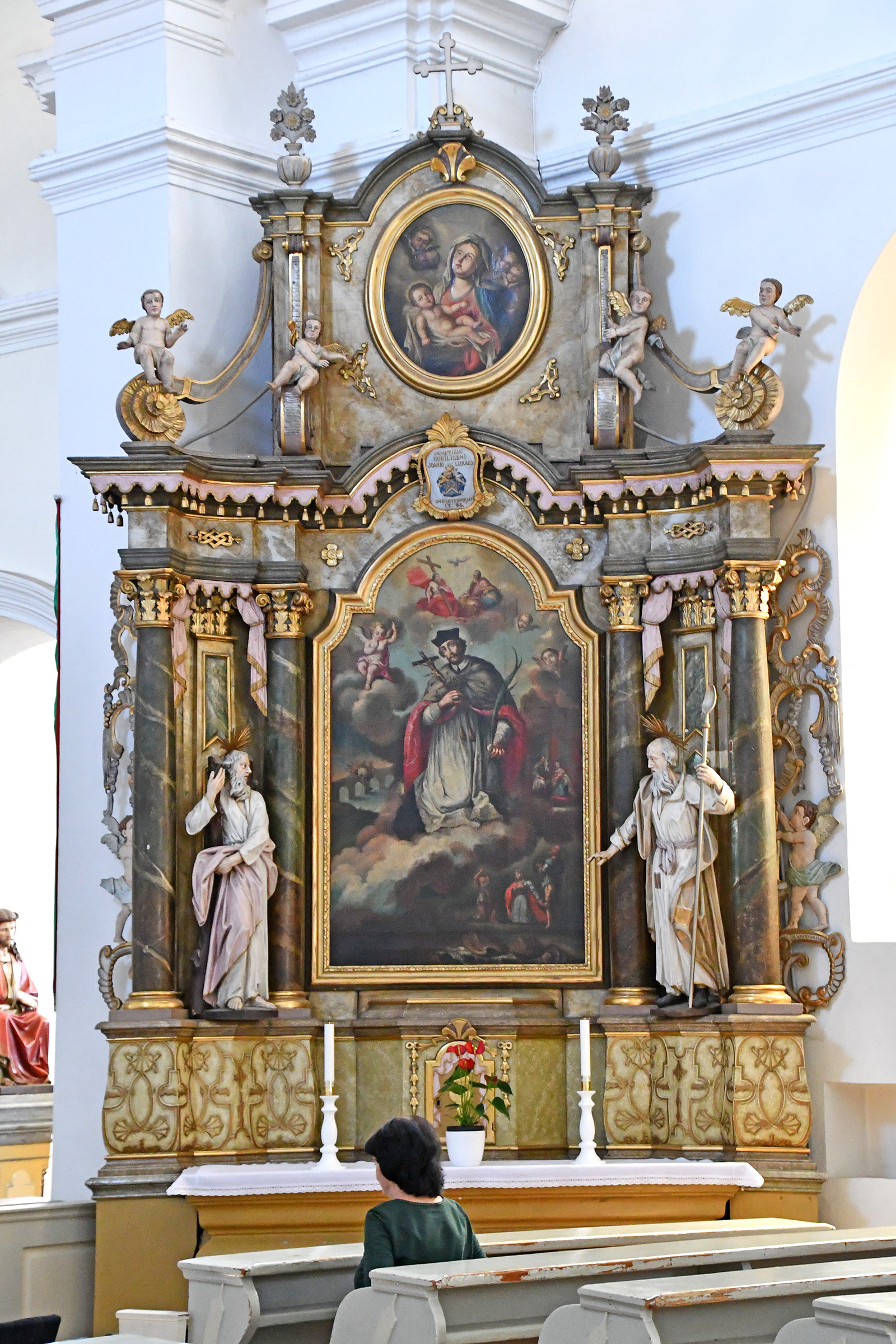
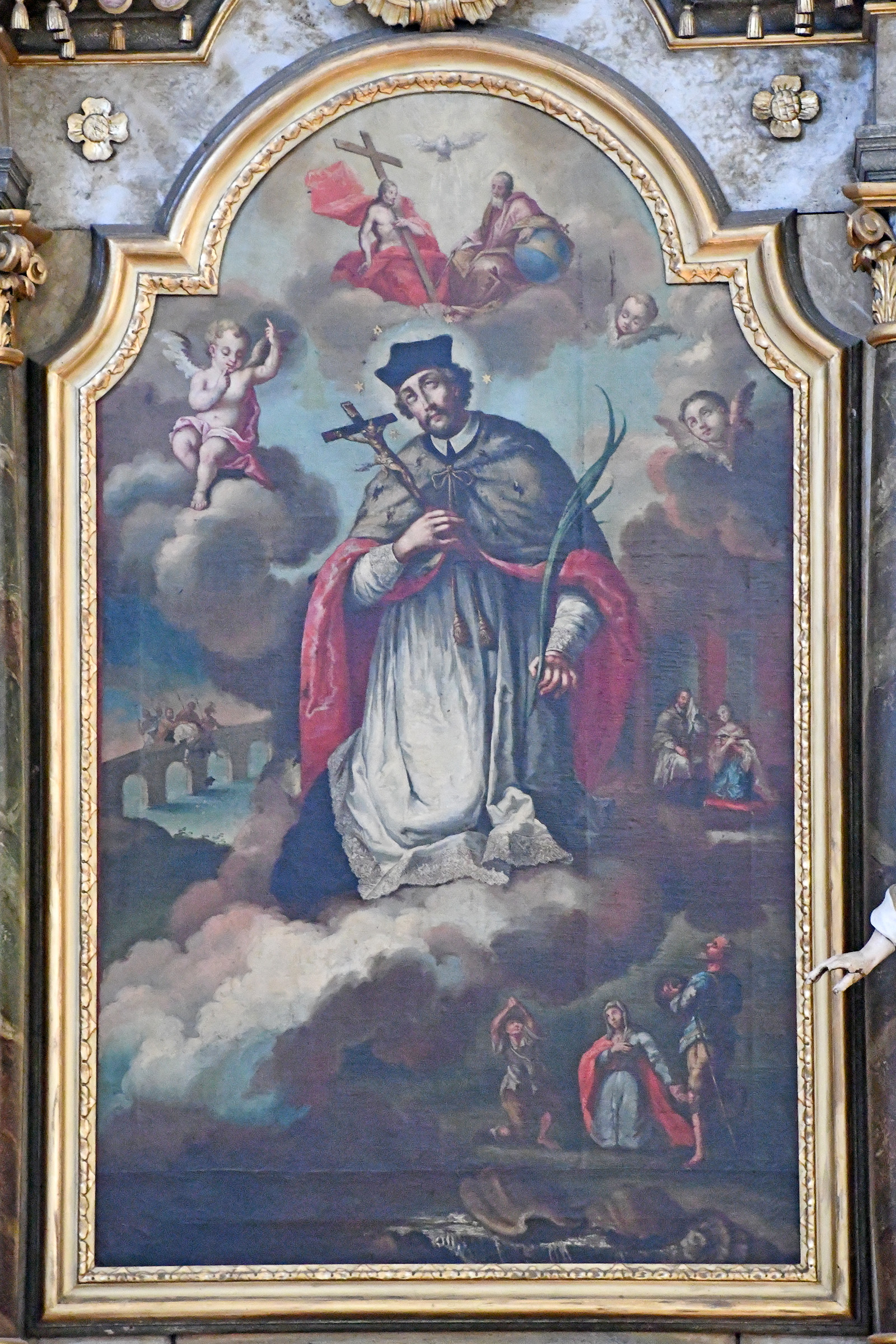
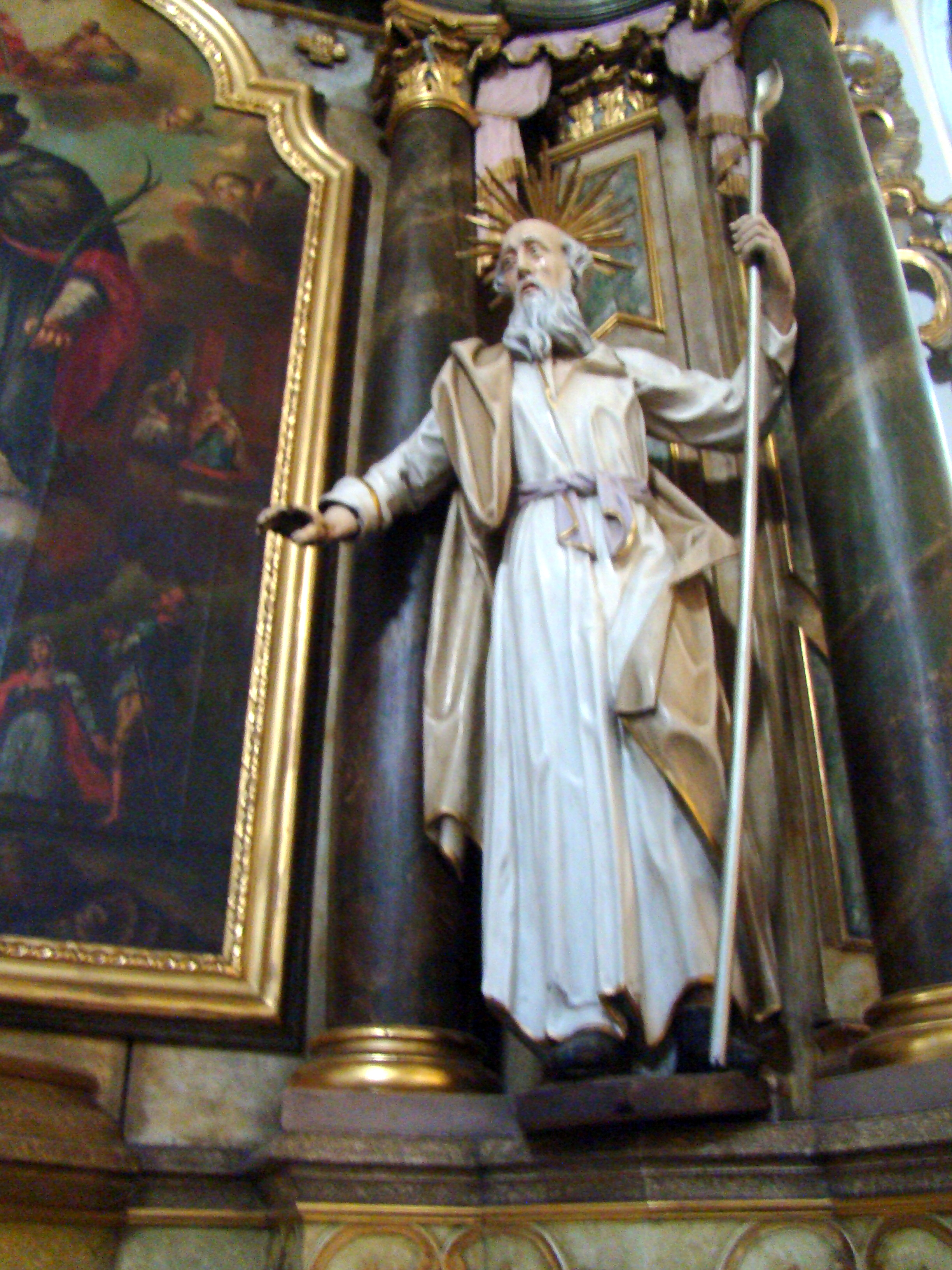
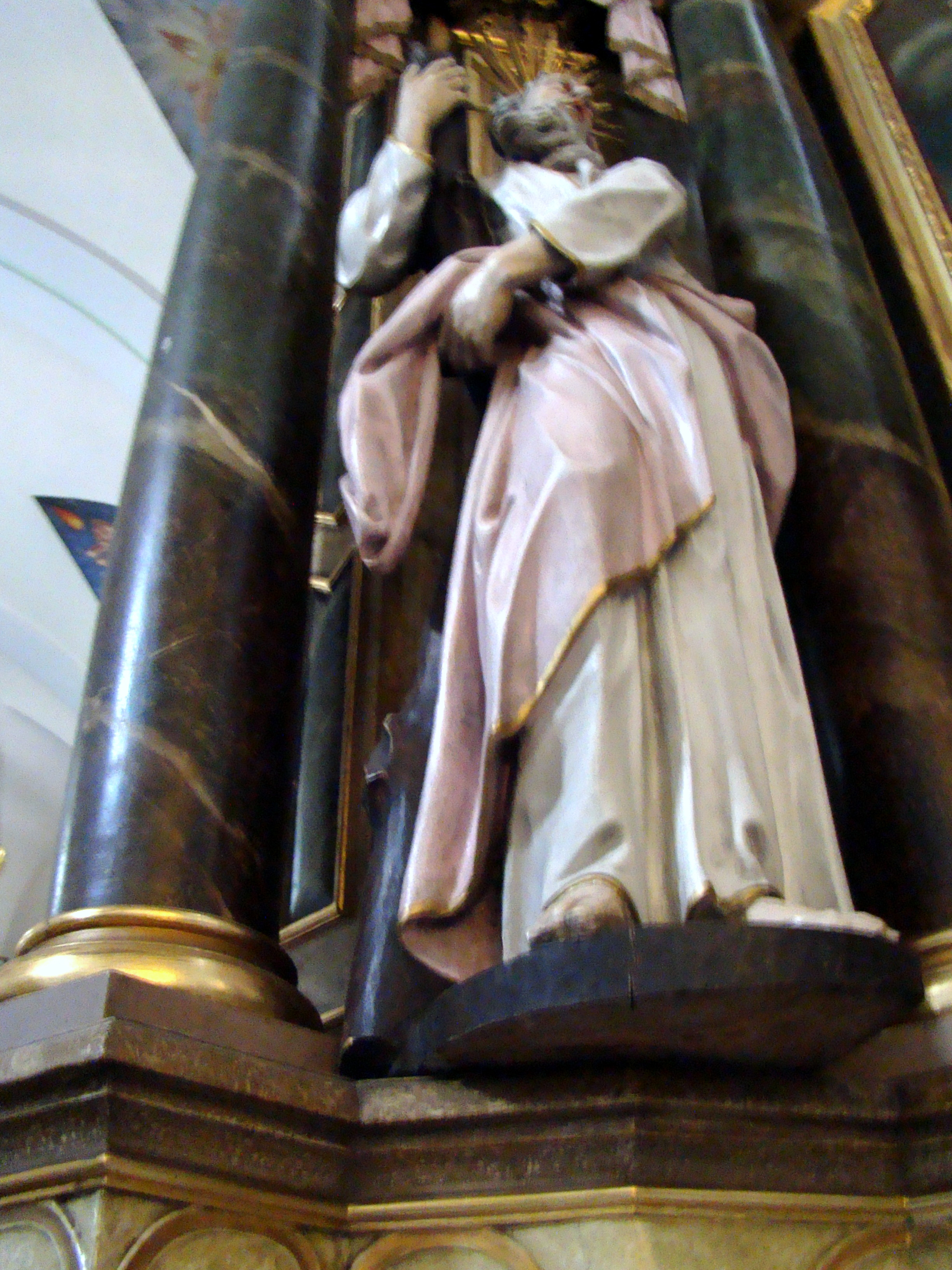
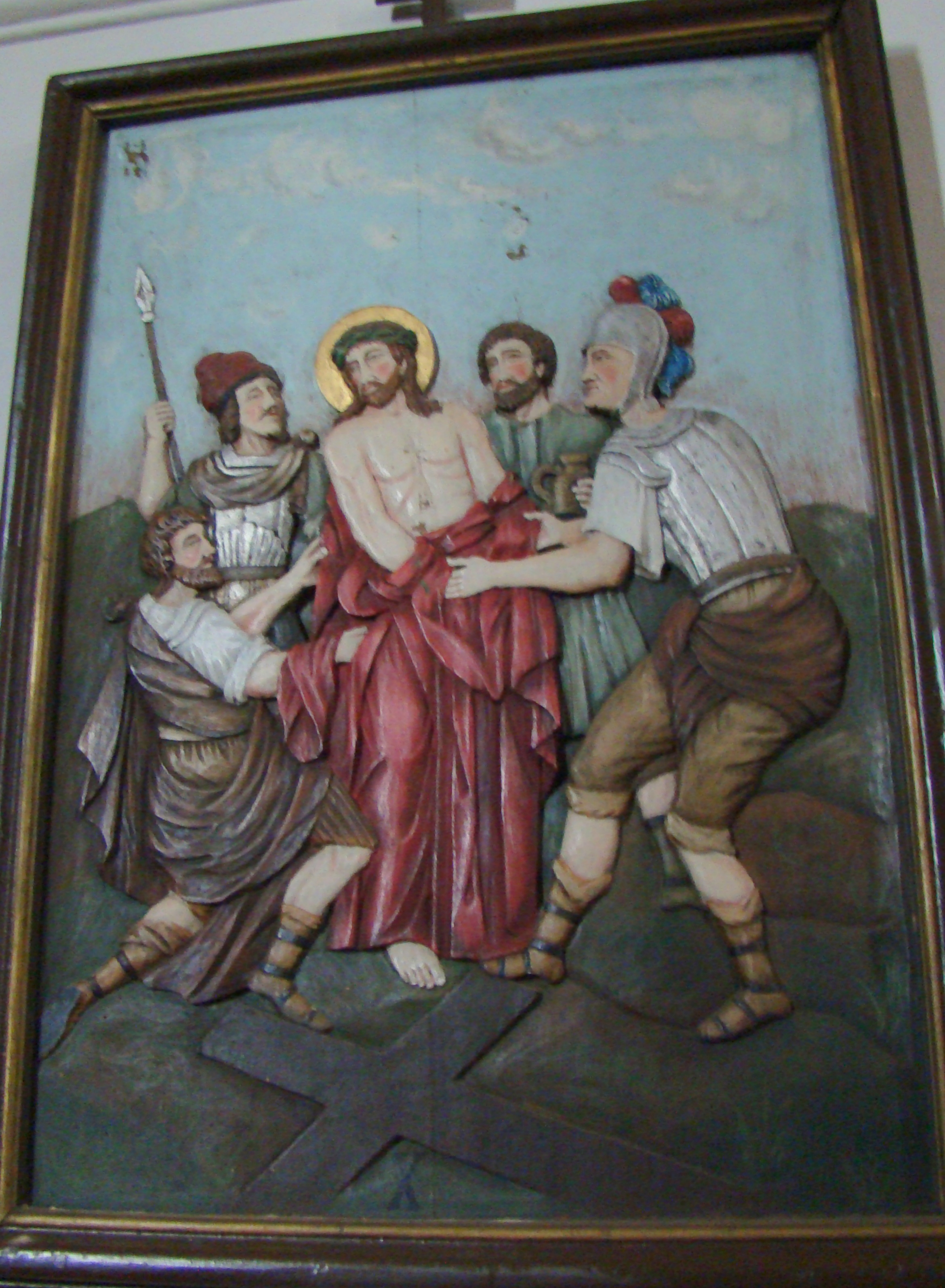
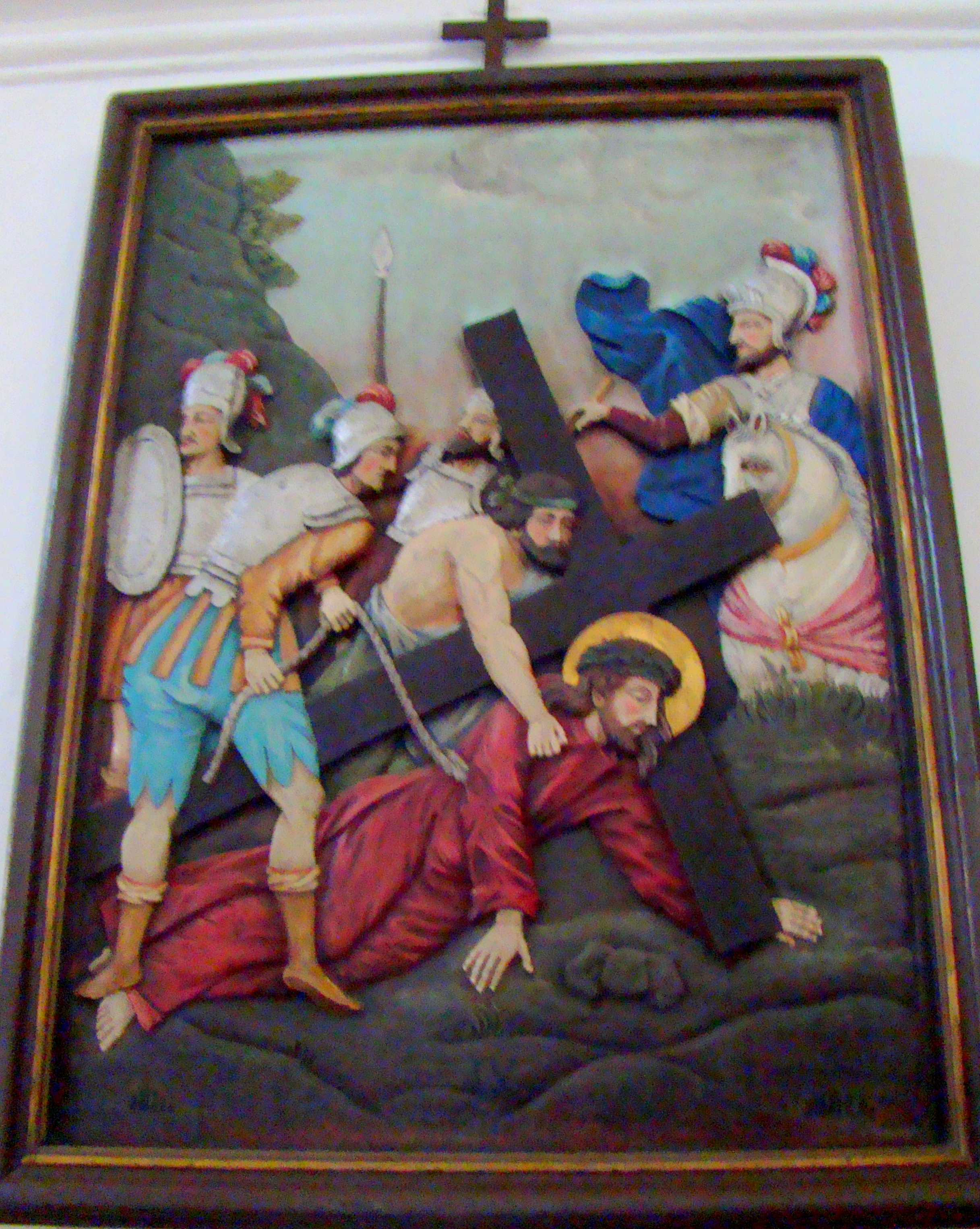
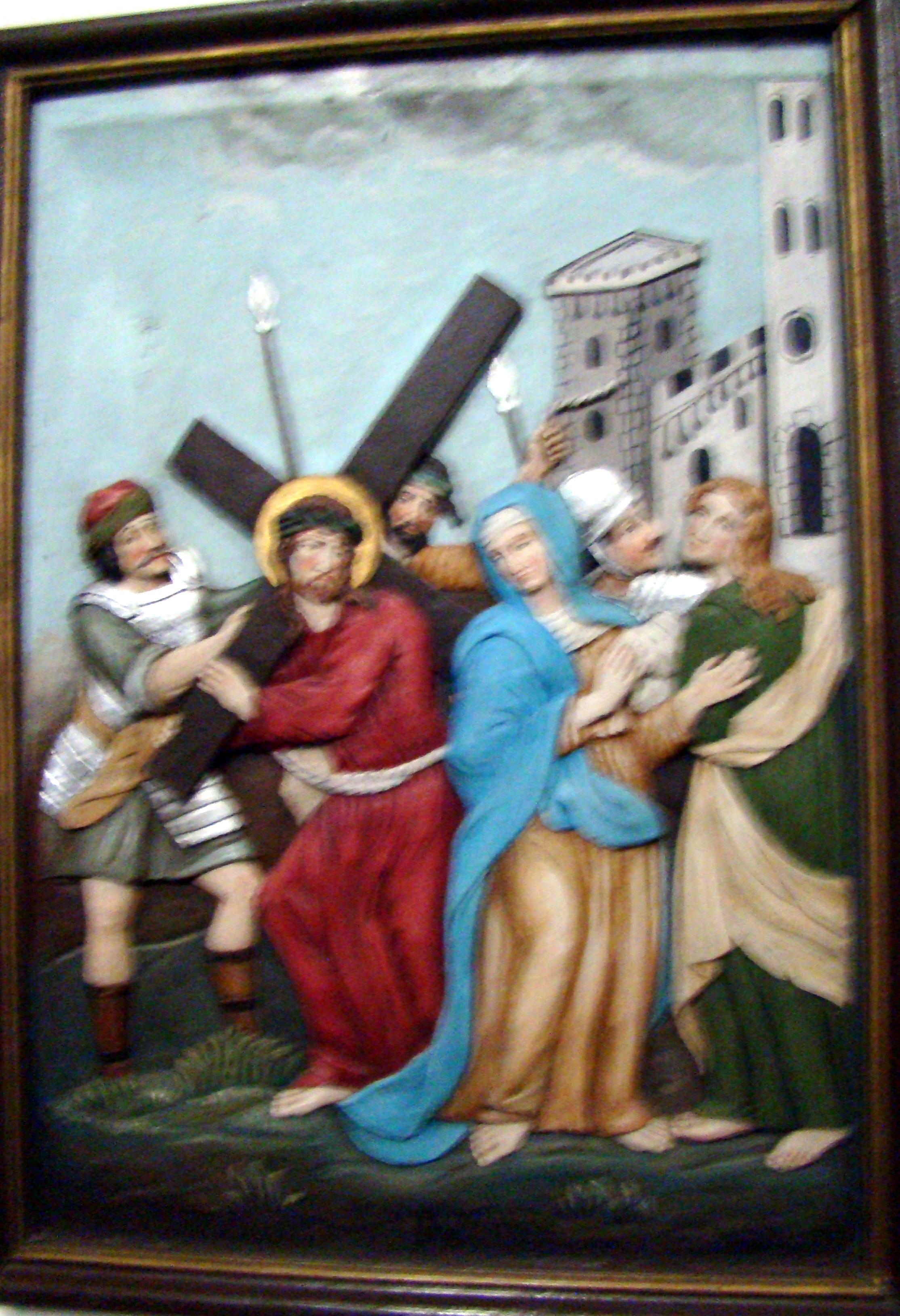
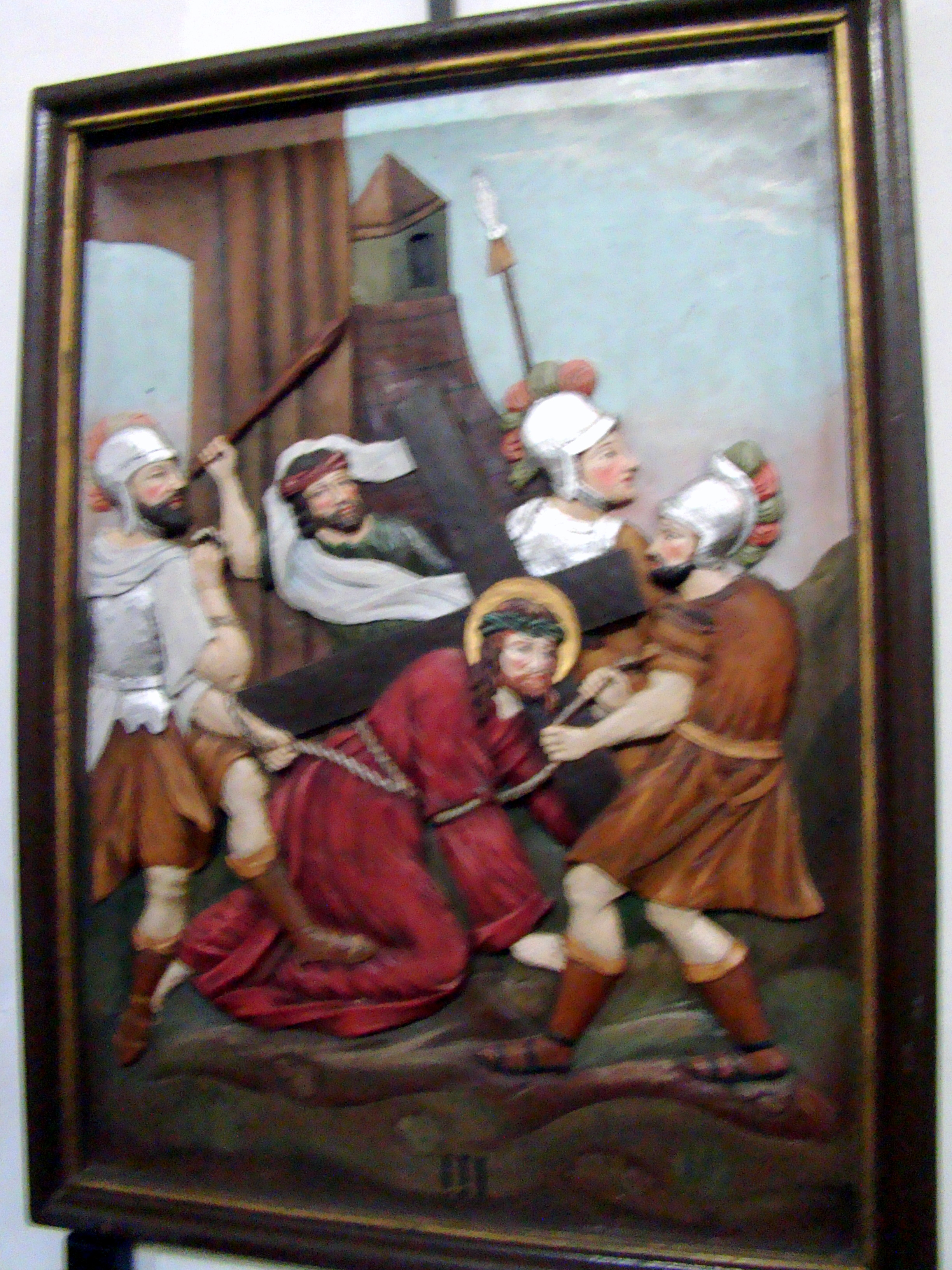
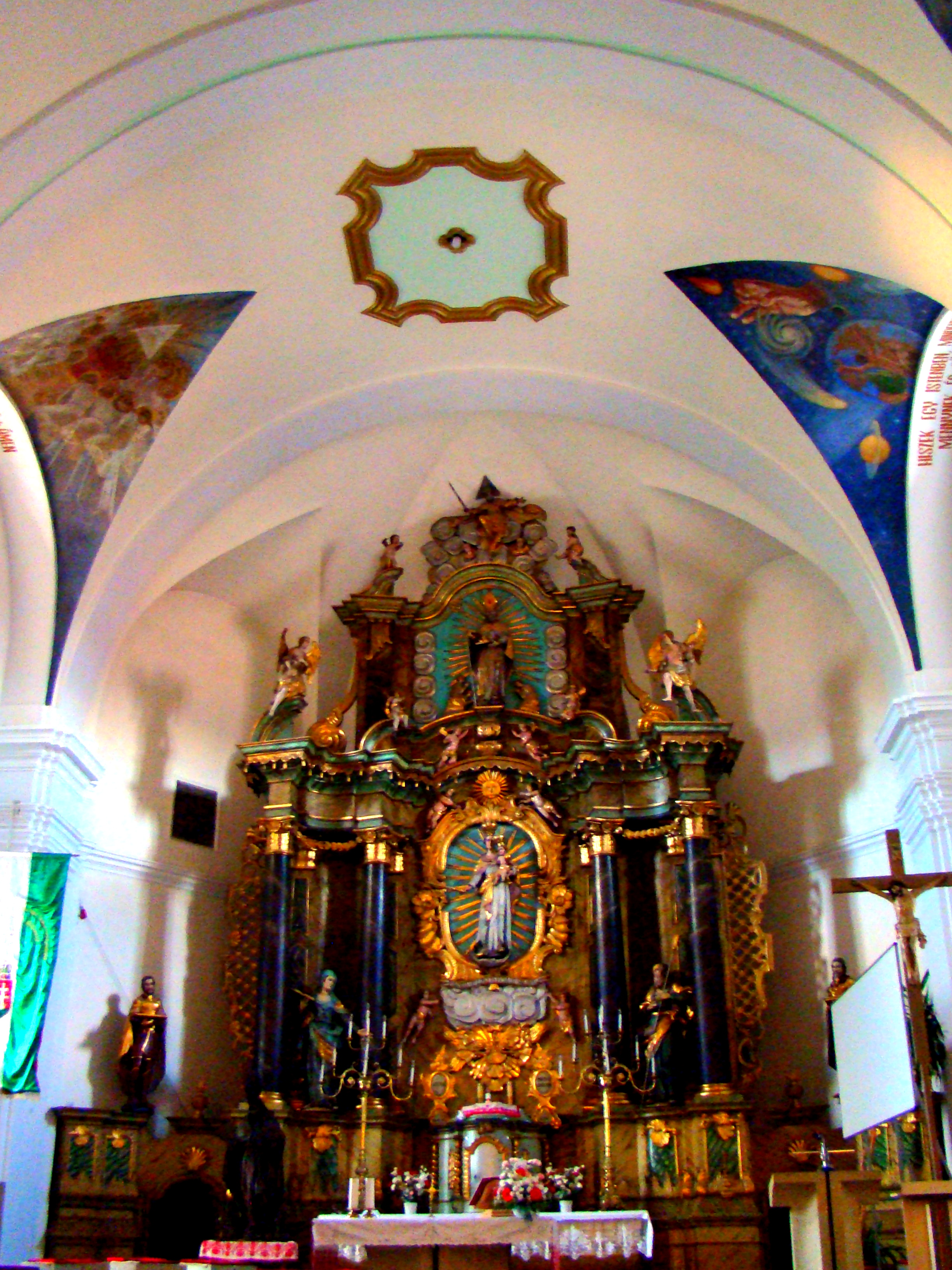
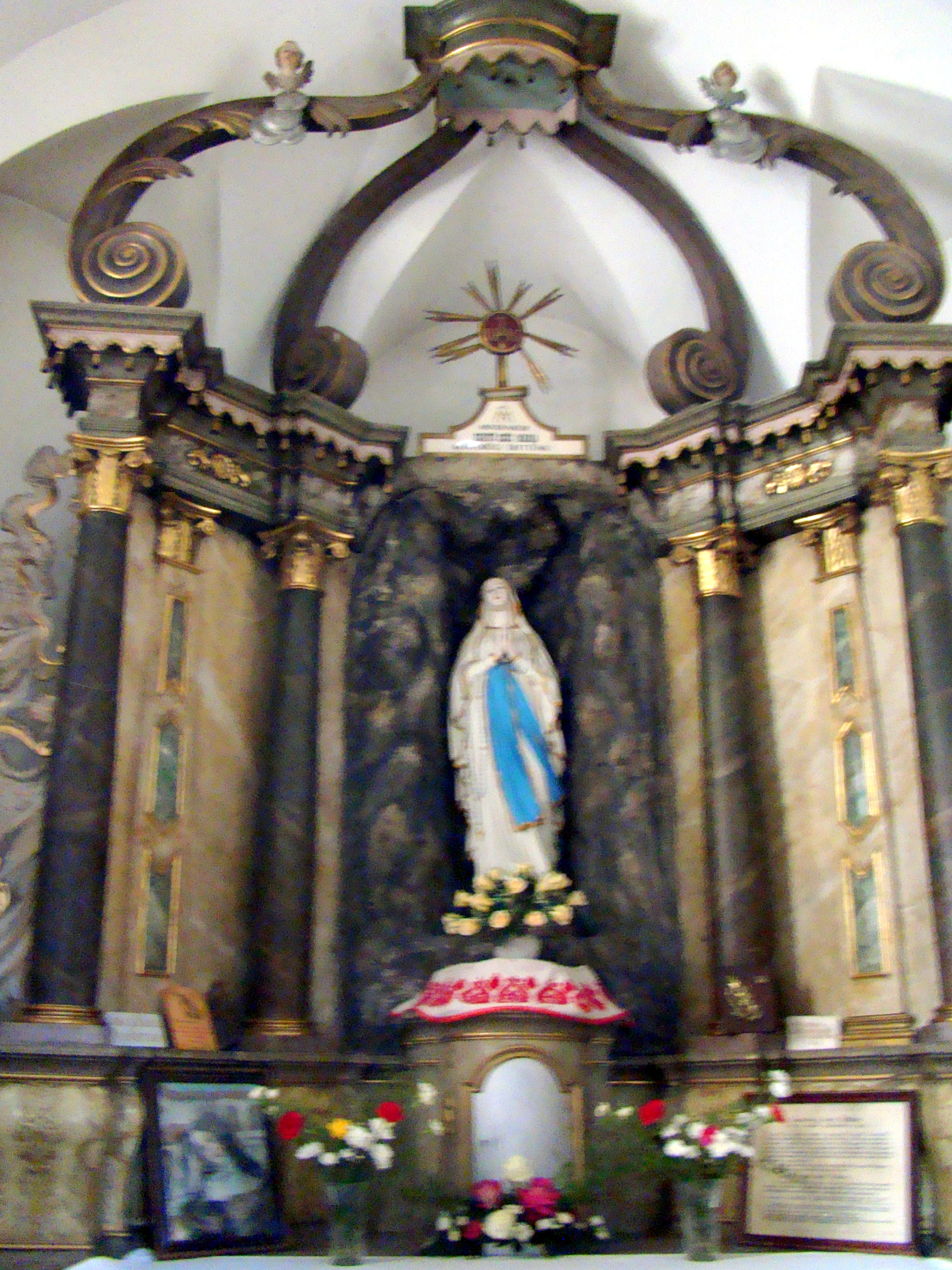
Sf. Maria de la Lourdes (1)
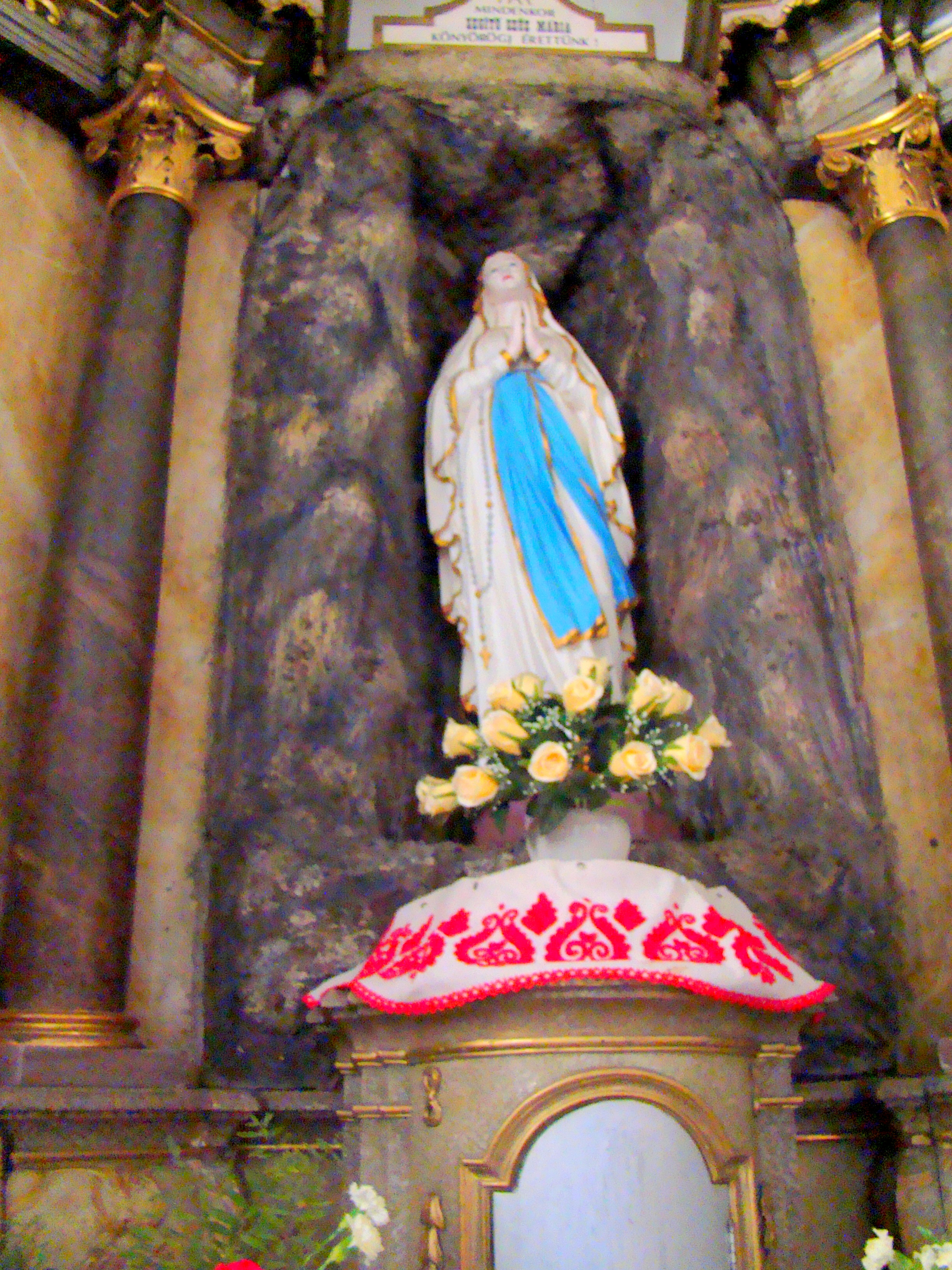
Sf. Maria de la Lourdes (2)
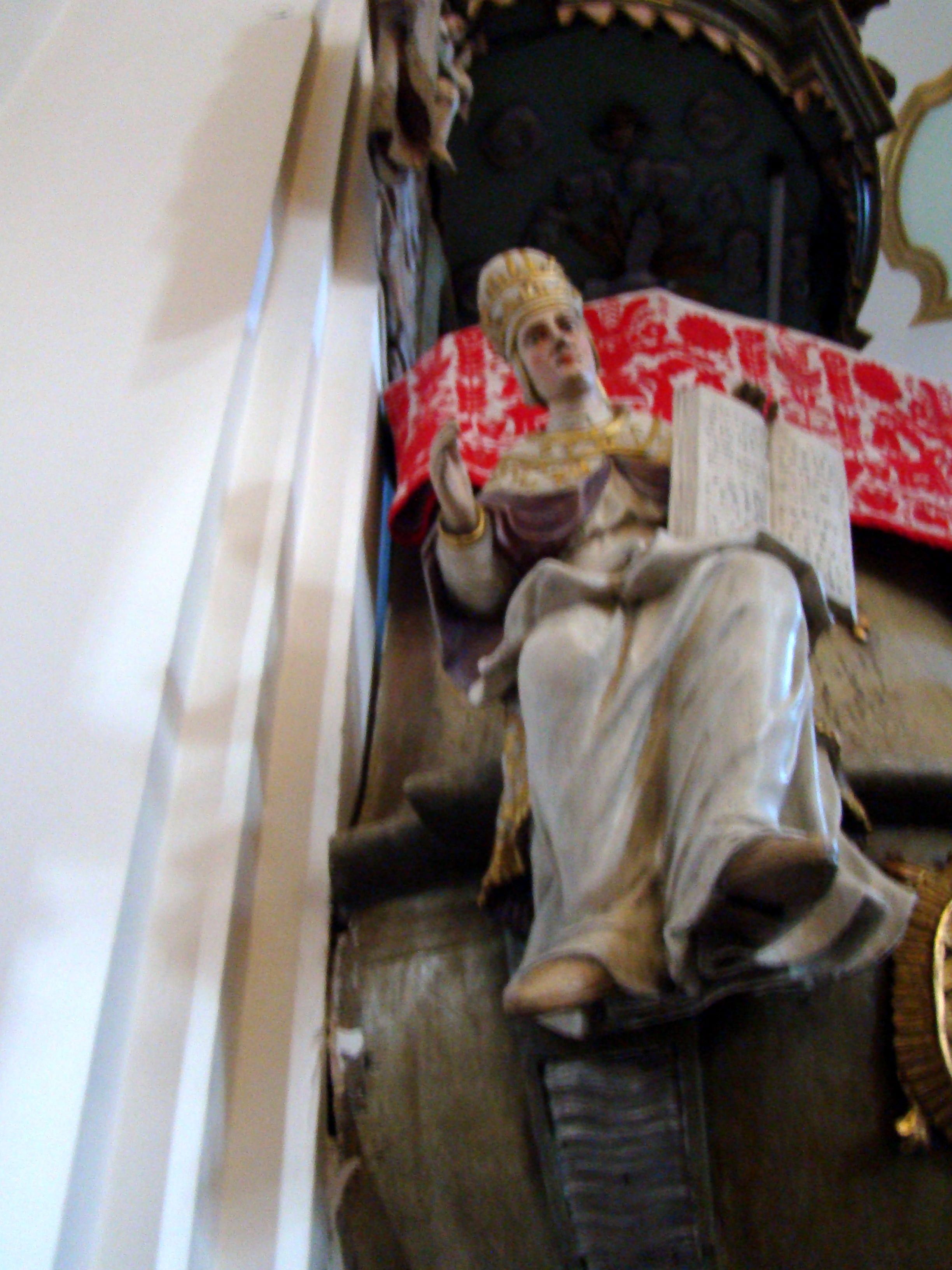
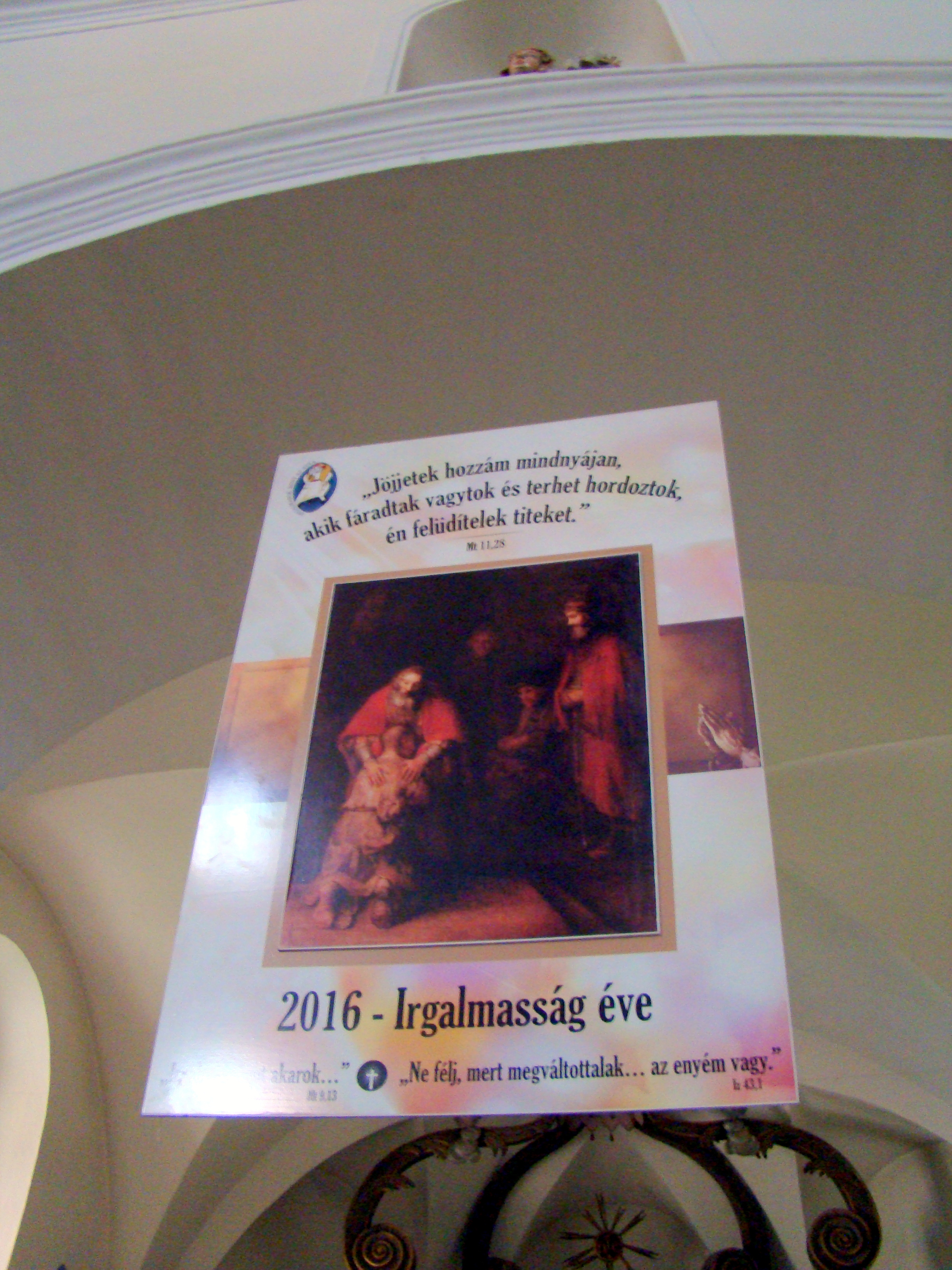
„Anul milei" pentru 2016, proclamat de papa Francisc, având ca inspirație pilda fiului risipitor
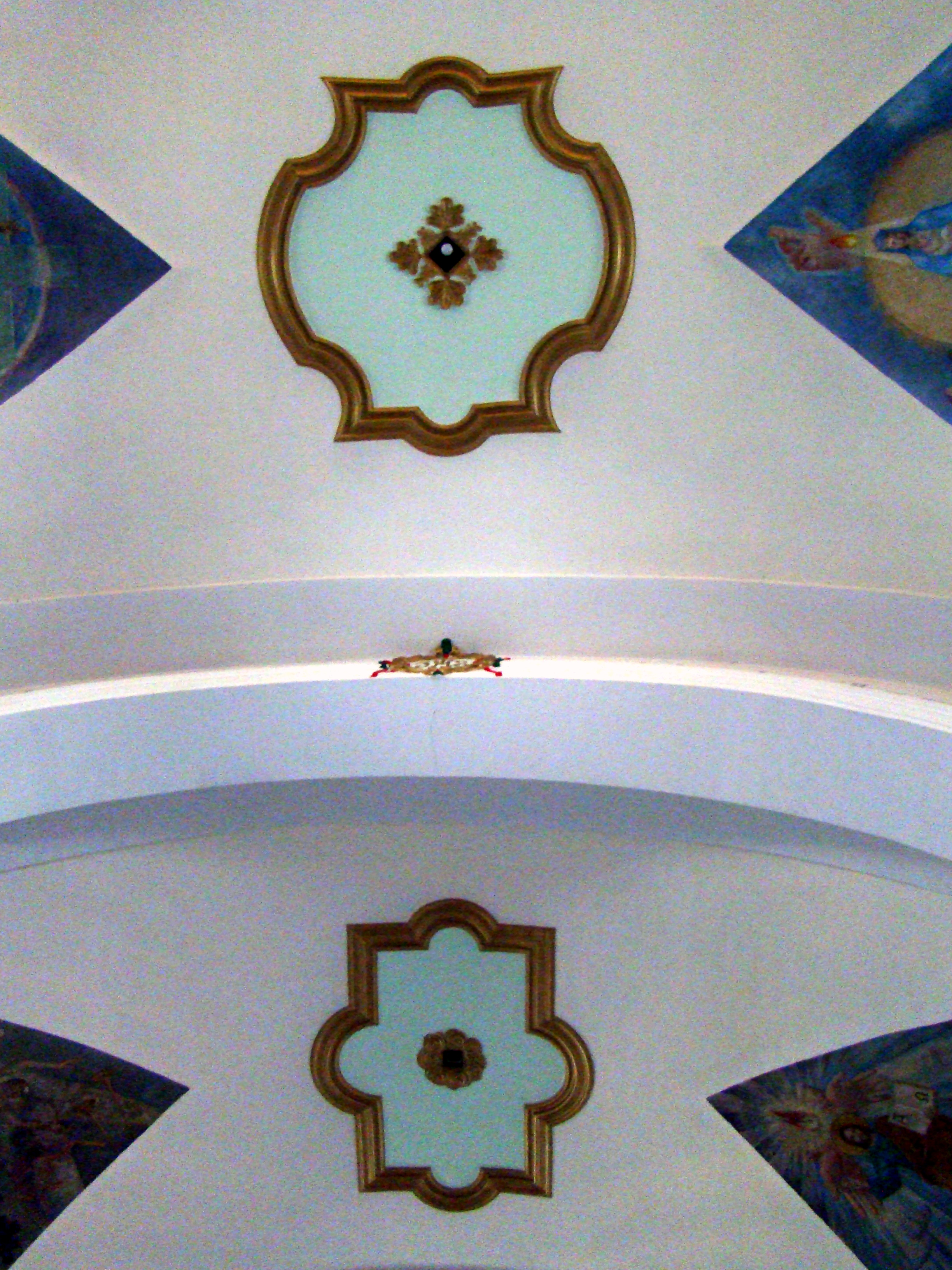